# Cavaillon
Pour l’article homonyme, voir Cavaillon (Haïti).
Cavaillon est une commune française du Sud-est de la France, située dans le département de Vaucluse en région Provence-Alpes-Côte d'Azur.
La ville est située dans la vallée de la Durance, à l'extrémité ouest de la montagne du Luberon. Ancien siège épiscopal, Cavaillon a fait partie du Comtat Venaissin de 1274 à 1791. Il s'agit aujourd'hui de la commune la plus peuplée du Parc naturel régional du Luberon et de la quatrième commune la plus peuplée du département de Vaucluse.
En France, elle est notamment considérée comme la capitale du melon.

## Géographie

### Situation géographique
La ville est située dans la vallée de la Durance, au pied de la colline Saint-Jacques qui domine la plaine environnante et fait face au Luberon à l'est, aux Monts de Vaucluse au nord-est et aux Alpilles au sud-ouest. Cavaillon est situé à 24 km d'Avignon, 75 km de Marseille, 247 km de Lyon et 774 km de Paris.

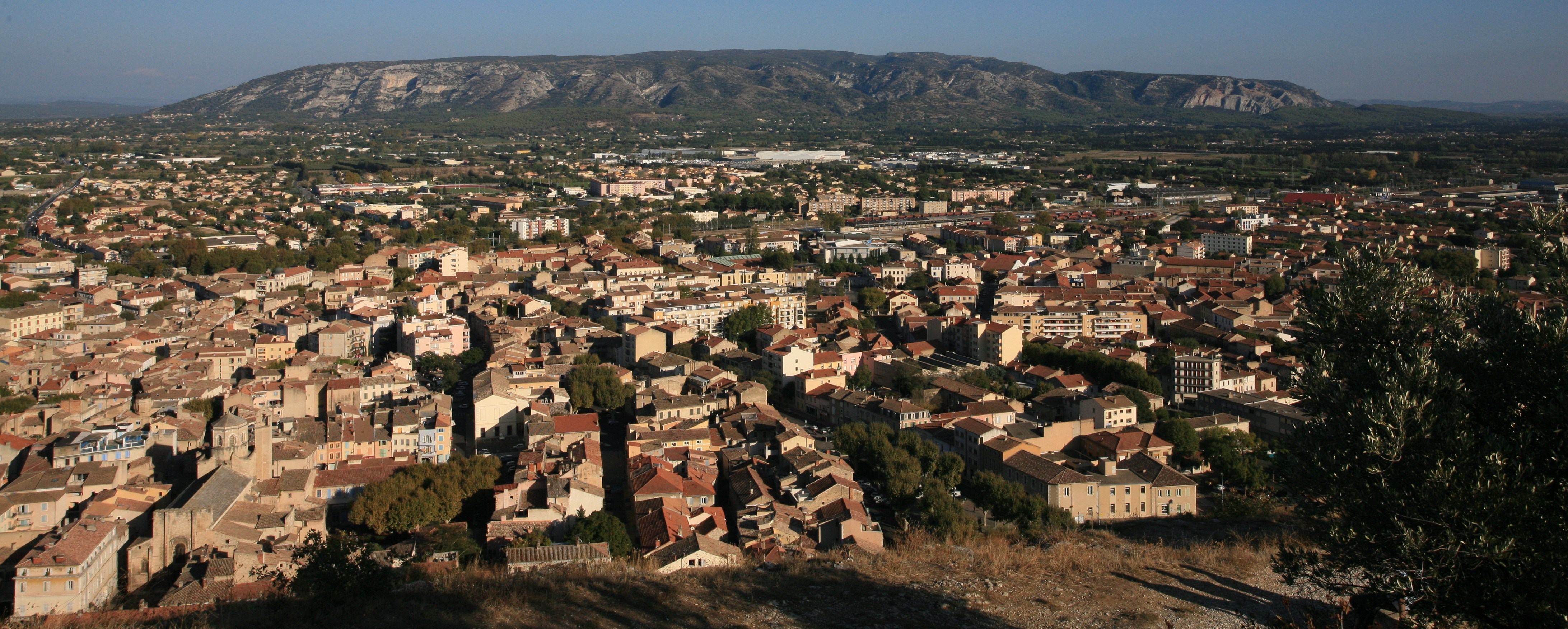
Vue de Cavaillon depuis la colline Saint-Jacques avec le Petit Luberon en fond, orientation plein est.
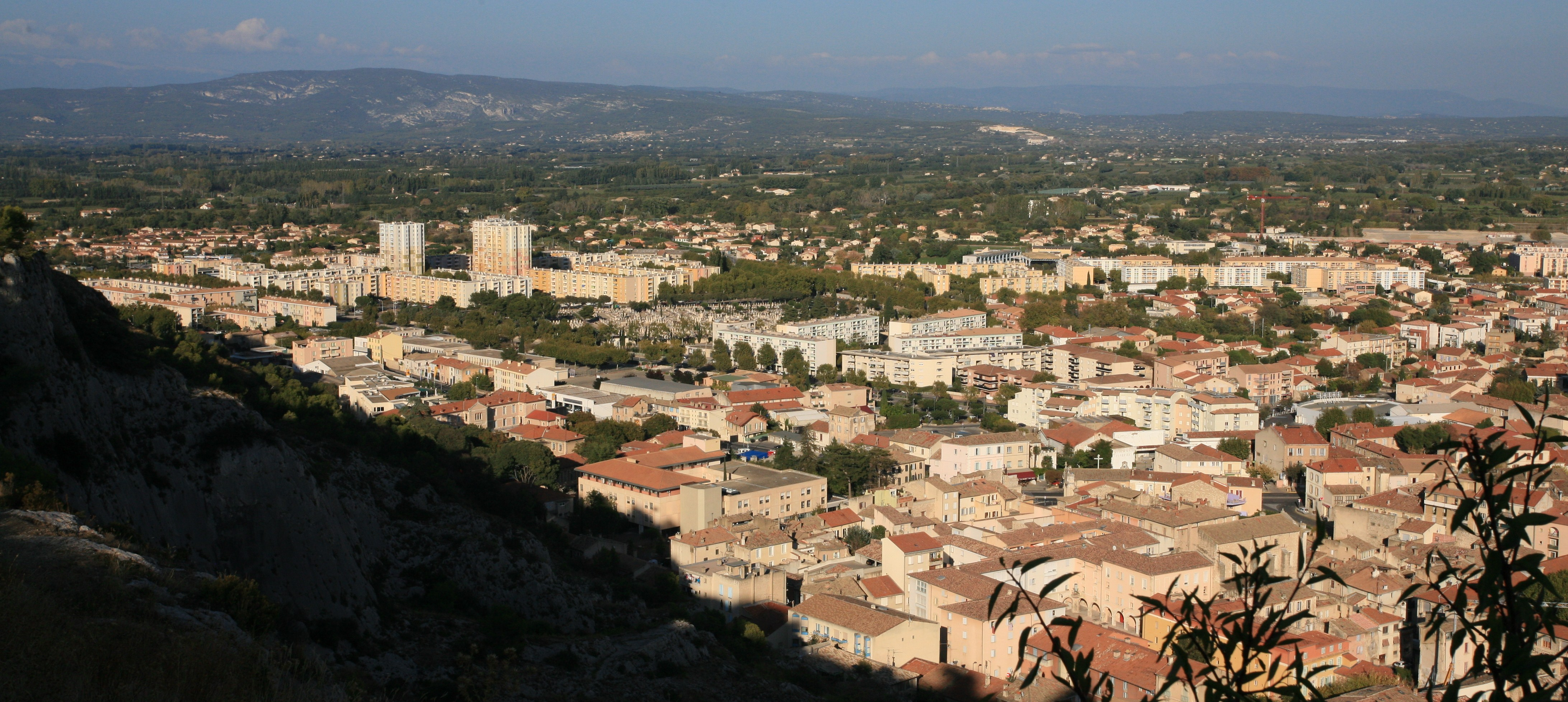
Vue de Cavaillon depuis la colline Saint-Jacques avec les monts de Vaucluse en fond, orientation nord-est.
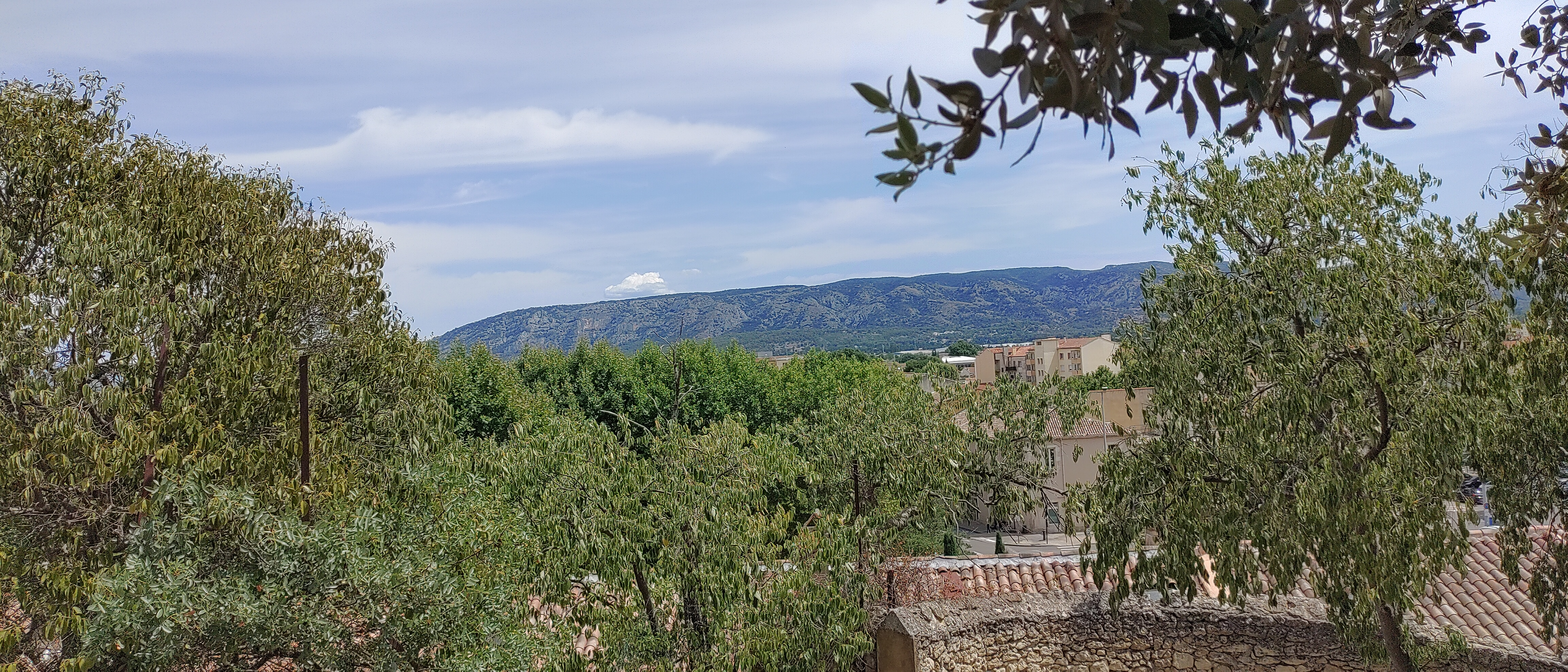
Vue sur le centre-ville et au loin le Petit Luberon depuis le début des escaliers de la montée César de Bus, au bas de la colline Saint-Jacques.

### Communes limitrophes
Les communes limitrophes sont  Cabannes, Caumont-sur-Durance, Cheval-Blanc, L'Isle-sur-la-Sorgue, Le Thor, Orgon, Plan-d'Orgon, Robion et Taillades.
| Le Thor Caumont-sur-Durance | L'Isle-sur-la-Sorgue | Robion       |
| Cabannes                    | Cavaillon            | Taillades    |
| Plan-d'Orgon                | Orgon                | Cheval-Blanc |

### Hydrographie
La ville de Cavaillon se situe entre la Durance et le Calavon (ou Coulon). Elle est traversée par le canal Saint-Julien.

### Géologie
L'agglomération est construite dans la plaine alluvionnaire de la vallée de la Durance.
La colline Saint-Jacques qui surplombe la ville et toute la vallée de la Durance est, comme une partie du Luberon et des Alpilles, un massif rocheux de calcaire urgonien. Elle mesure 180 mètres de hauteur pour environ 300 hectares de surface.

### Sismicité
Les cantons de Bonnieux, Apt, Cadenet, Cavaillon, et Pertuis sont classés en zone Ib (risque faible). Tous les autres cantons du département de Vaucluse sont classés en zone Ia (risque très faible). Ce zonage correspond à une sismicité ne se traduisant qu'exceptionnellement par la destruction de bâtiments.

### Climat
Pour des articles plus généraux, voir Climat de Provence-Alpes-Côte d'Azur et Climat de Vaucluse.
En 2010, le climat de la commune est de type climat méditerranéen franc, selon une étude du Centre national de la recherche scientifique s'appuyant sur une série de données couvrant la période 1971-2000. En 2020, Météo-France publie une typologie des climats de la France métropolitaine dans laquelle la commune est exposée à un climat méditerranéen et est dans la région climatique  Provence, Languedoc-Roussillon, caractérisée par une pluviométrie faible en été, un très bon ensoleillement (2 600 h/an), un été chaud (21,5 °C), un air très sec en été, sec en toutes saisons, des vents forts (fréquence de 40 à 50 % de vents > 5 m/s) et peu de brouillards. 
Pour la période 1971-2000, la température annuelle moyenne est de 14 °C, avec une amplitude thermique annuelle de 17,6 °C. Le cumul annuel moyen de précipitations est de 655 mm, avec 5,7 jours de précipitations en janvier et 2,4 jours en juillet. Pour la période 1991-2020, la température moyenne annuelle observée sur la station météorologique de Météo-France la plus proche, « Cabrières d'Avignon », sur la commune de Cabrières-d'Avignon à 11 km à vol d'oiseau, est de 14,0 °C et le cumul annuel moyen de précipitations est de 696,9 mm. 
La température maximale relevée sur cette station est de 43,2 °C, atteinte le 28 juin 2019 ; la température minimale est de −15,2 °C, atteinte le 7 janvier 1985,,. 
Les paramètres climatiques de la commune ont été estimés pour le milieu du siècle (2041-2070) selon différents scénarios d'émission de gaz à effet de serre à partir des nouvelles projections climatiques de référence DRIAS-2020. Ils sont consultables sur un site dédié publié par Météo-France en novembre 2022.

## Mobilités

### Circulation et transports
Pendant très longtemps, Cavaillon a été un point de franchissement par bac de la Durance, rivière dont le passage était dangereux, et possible par pont uniquement à Sisteron. Son bac connu dès l’Antiquité était indiqué sur la carte de Cassini et le service ne s’est interrompu qu’en 1885. Un pont suspendu est construit en 1836.
Il y a deux ponts qui traversent la Durance et qui permettent la liaison entre Cavaillon et le département des Bouches-du-Rhône. Le premier pont date de 1959 en remplacement d'un ancien pont suspendu détruit en 1944. Le second a été inauguré en avril 2016.
La ville est desservie par la  25 de l'A7.
De Cavaillon débute la Véloroute du Calavon, une piste cyclable d'une cinquantaine de kilomètres qui rejoint Saint-Martin-de-Castillon.

### Mobilités ferroviaires
La commune dispose d'une gare SNCF en centre-ville. Elle est desservie par les TER d'une ligne ferroviaire.
| Ligne | Tracé                                                                               |
| ----- | ----------------------------------------------------------------------------------- |
| 9     | Marseille-St-Charles - Salon-de-Provence - Cavaillon - Avignon-Centre - Avignon TGV |

### Mobilités routières
La gare routière de la ville et la gare SNCF constituent un pôle d'échange multimodal.

#### Lignes régionales, réseauZou!

Logo du réseau Zou !

Cavaillon est desservi par :
- 2 lignes EXPRESS :

| Ligne    | Tracé                                               |
| -------- | --------------------------------------------------- |
| 57       | Carpentras ↔ Cavaillon ↔ Aix-en-Provence            |
| [[\|62]] | Avignon ↔ Cavaillon ↔ Forcalquier ↔ Digne-les-Bains |

- 7 lignes de PROXIMITÉ :

| Ligne | Tracé                            |
| ----- | -------------------------------- |
| 704   | Plan-d'Orgon ↔ Cavaillon ↔ Arles |
| 905   | Avignon ↔ Cavaillon              |
| 907   | Avignon ↔ Cavaillon ↔ Coustellet |
| 908   | Cavaillon ↔ Pertuis ↔ Cucuron    |
| 913   | Carpentras ↔ Cavaillon           |
| 917   | Apt ↔ Gordes ↔ Cavaillon         |
| 918   | Apt ↔ Bonnieux ↔ Cavaillon       |

#### Lignes urbaines
- Réseau C'mon bus[14]

Géré par le groupement de société UTP-SUMA, le matériel se compose de véhicule Euro 6 et électrique.
| Ligne | Parcours                                  |
| ----- | ----------------------------------------- |
| A     | Les Vergers ↔ Parcs du Luberon            |
| B     | Rond-point du Melon ↔ Clinique Saint-Roch |
| C     | Grenouillet ↺ Grenouillet                 |
| D     | Vidauque ↔ La Canaù                       |
| E     | Saint-Jacques ↔ Route de Lagnes           |

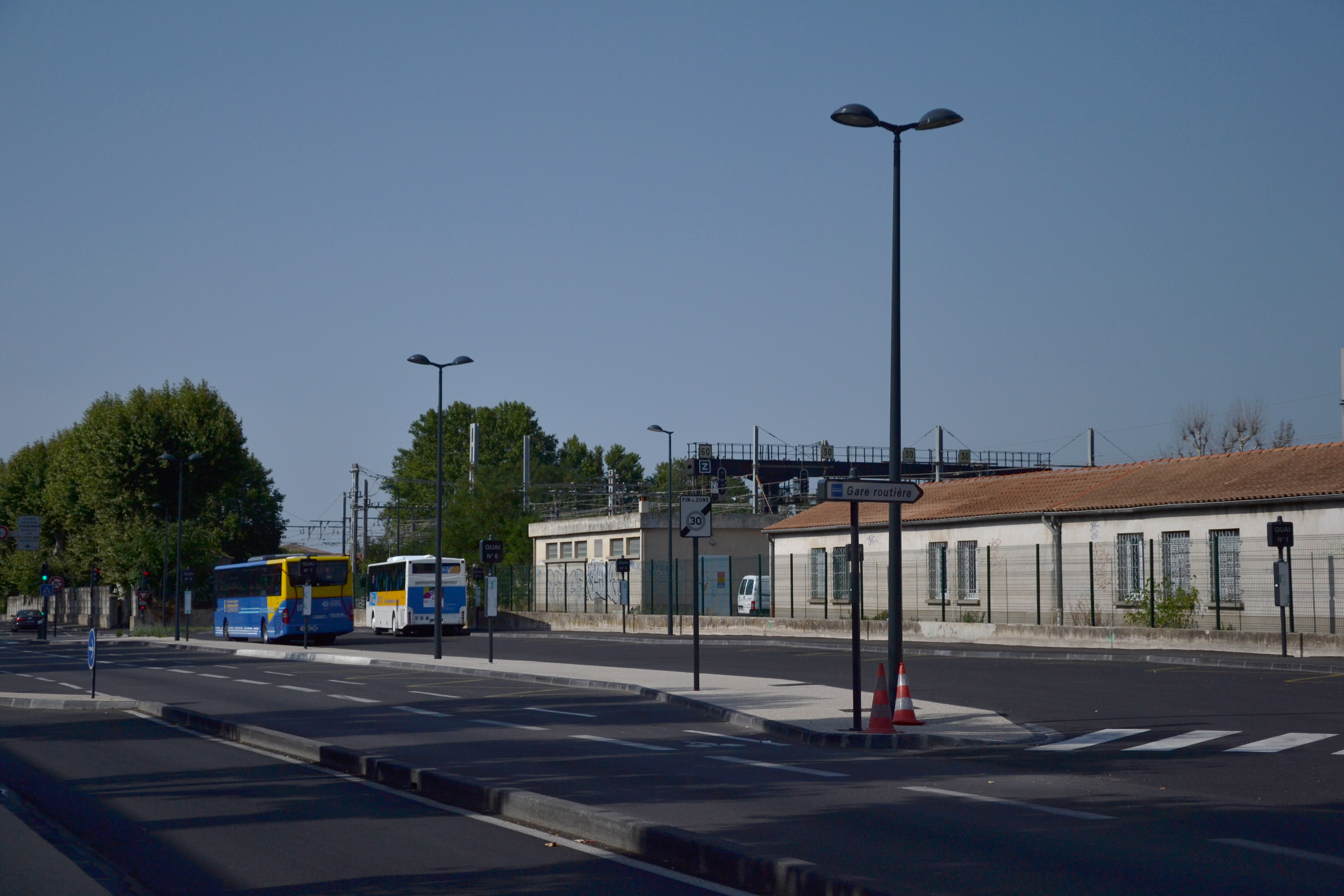
Vue de la gare routière
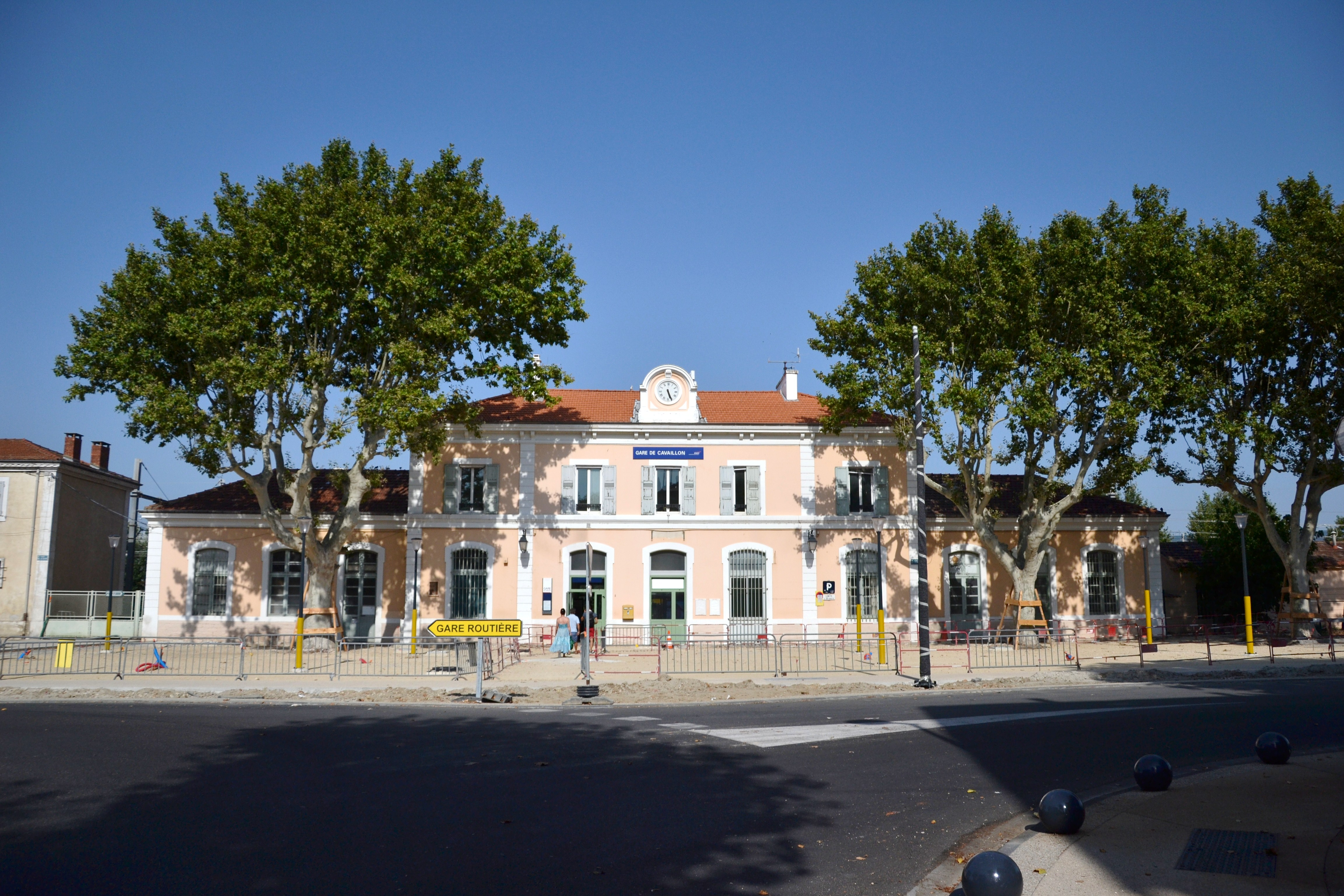
Vue de la gare SNCF
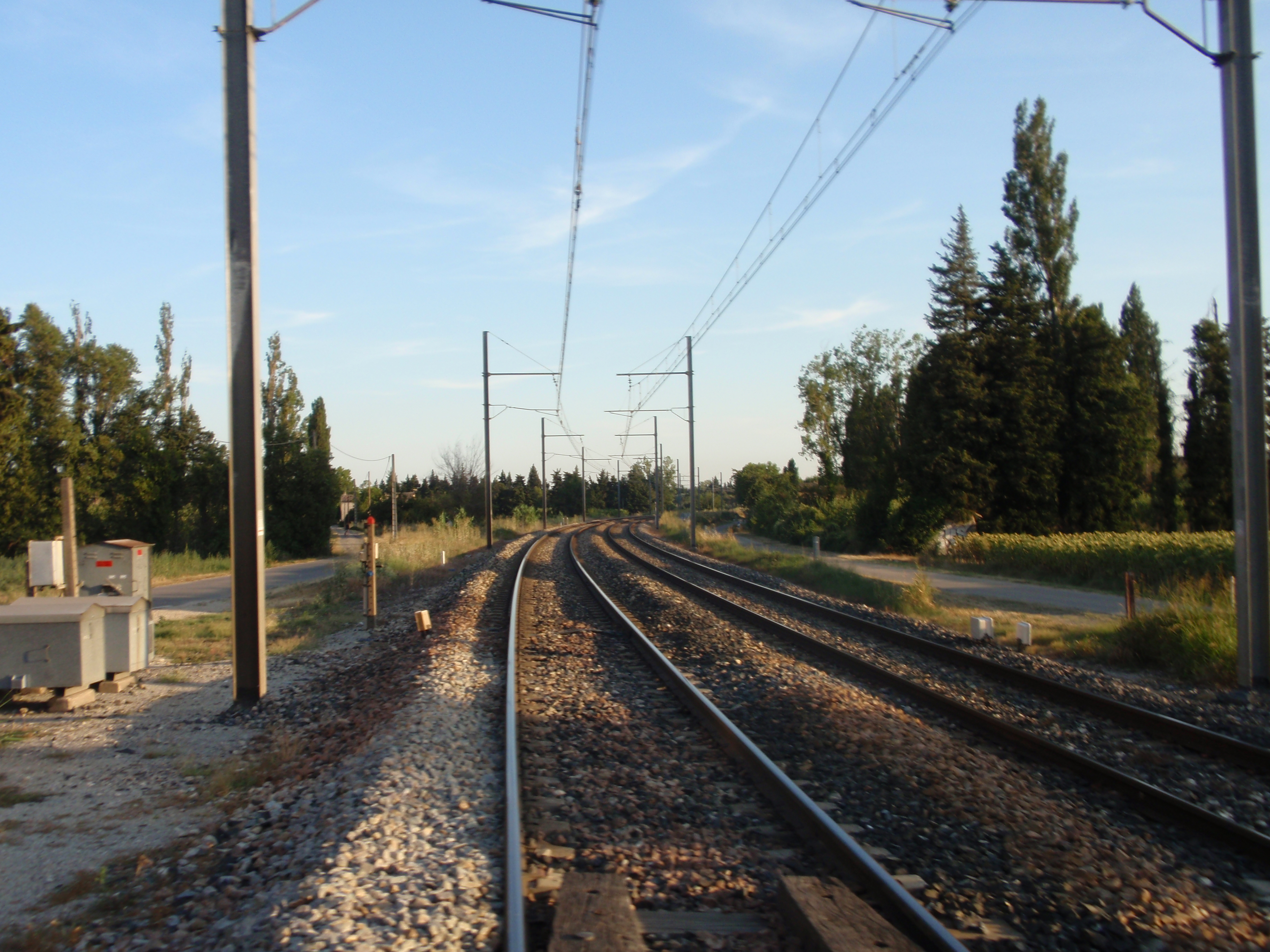
Vue de la voie de chemin de fer

## Urbanisme

### Typologie
Au 1er janvier 2024, Cavaillon est catégorisée centre urbain intermédiaire, selon la nouvelle grille communale de densité à sept niveaux définie par l'Insee en 2022.
Elle appartient à l'unité urbaine d'Avignon, une agglomération inter-régionale regroupant 59  communes, dont elle est une commune de la banlieue,,. Par ailleurs la commune fait partie de l'aire d'attraction de Cavaillon, dont elle est la commune-centre,. Cette aire, qui regroupe 6 communes, est catégorisée dans les aires de moins de 50 000 habitants,.

### Occupation des sols

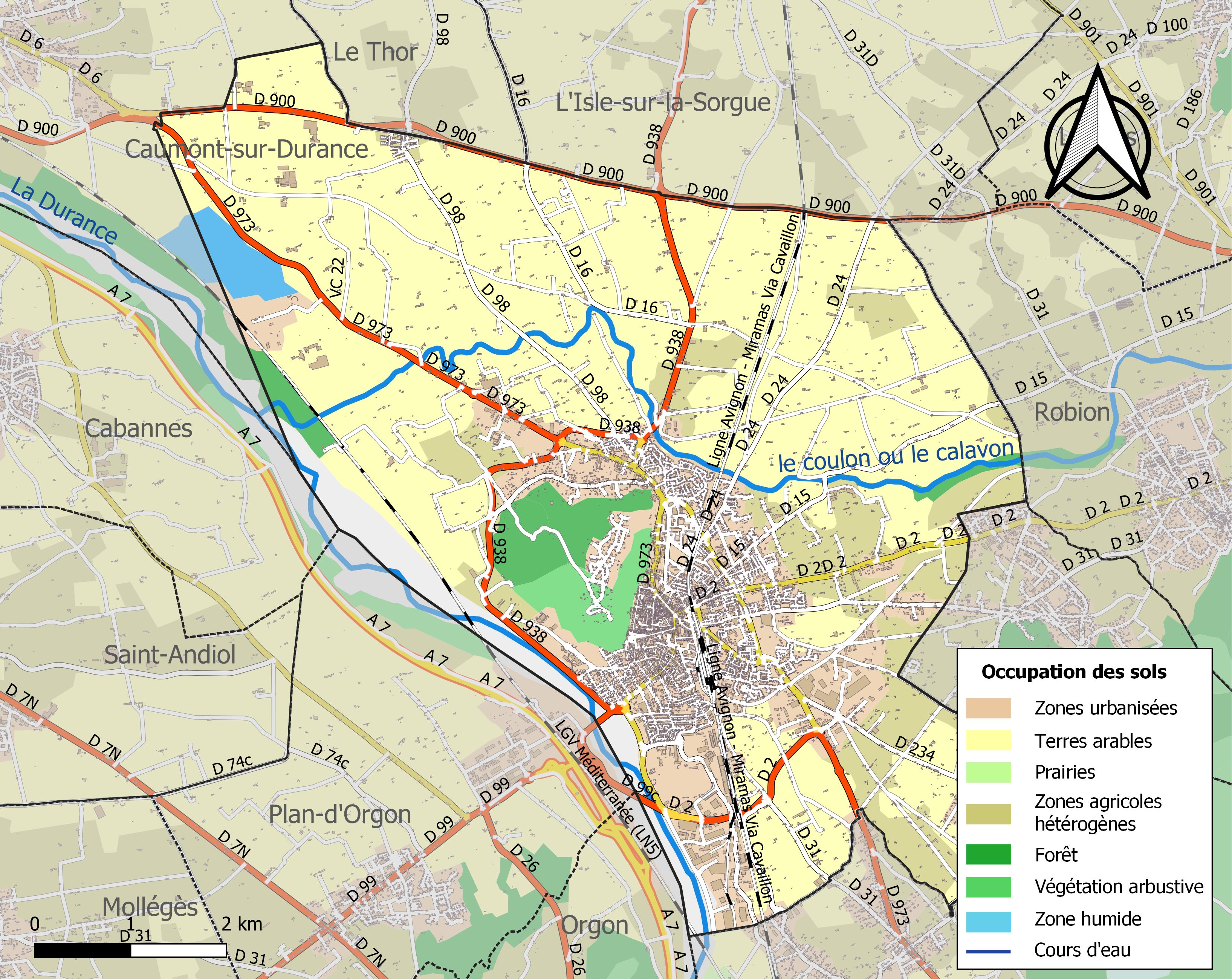
Carte des infrastructures et de l'occupation des sols de la commune en 2018 (CLC).

Le tableau ci-dessous présente l'occupation des sols de la commune en 2018, telle qu'elle ressort de la base de données européenne d’occupation biophysique des sols Corine Land Cover (CLC).
| Type d’occupation                                               | Pourcentage | Superficie (en hectares) |
| --------------------------------------------------------------- | ----------- | ------------------------ |
| Tissu urbain continu                                            | 1,2 %       | 55                       |
| Tissu urbain discontinu                                         | 12,3 %      | 564                      |
| Zones industrielles ou commerciales et installations techniques | 5,9 %       | 269                      |
| Extraction de matériaux                                         | 0,7 %       | 35                       |
| Équipements sportifs et de loisirs                              | 0,9 %       | 41                       |
| Vergers et petits fruits                                        | 57,0 %      | 2620                     |
| Systèmes culturaux et parcellaires complexes                    | 11,3 %      | 521                      |
| Forêts de feuillus                                              | 1,1 %       | 50                       |
| Forêts de conifères                                             | 1,1 %       | 51                       |
| Forêts mélangées                                                | 1,0 %       | 47                       |
| Végétation sclérophylle                                         | 2,2 %       | 101                      |
| Plages, dunes et sable                                          | 4,1 %       | 188                      |
| Plans d'eau                                                     | 1,0 %       | 50                       |
| Source : Corine Land Cover                                      |             |                          |

L'occupation des sols est marquée par la prédominance des terres agricoles sur la forêt et les milieux semi-naturels. Les terres agricoles, qui occupent 68,3 % de la surface communale, sont consacrées aux vergers et à la culture maraichère. Les zones urbanisées occupent 13,4 % de la surface communale et les zones industrielles ou commerciales 5,9 %. Elles empiètent progressivement sur le reste du territoire. En 1990, elles n'occupaient respectivement que 10,9 % et 4,9 % de la surface communale.

### Morphologie urbaine
La ville de Cavaillon s'est développée à partir de son hyper-centre, situé entre les cours Bournissac, Carnot, Gambetta et Hugo. Depuis le XIXe siècle, de multiples faubourgs et quartiers nouveaux ont été aménagés en périphérie de ce centre historique.
Au cours des années 1970, le grand ensemble du Docteur Ayme est bâti dans le nord de la ville, avec 860 logements collectifs. Il est aujourd'hui inclus au sein d'un quartier prioritaire comptant presque 5 000 habitants et un taux de pauvreté important,.

### Hameaux, lieux-dits
Les Vignères est un petit hameau situé au nord de la commune avec un maire-adjoint spécial qui lui est réservé. Le hameau est très animé tout au long de l'année grâce au tissu associatif très actif. Le hameau était déjà habité au Moyen Âge et garde encore la présence d'une chapelle romane, la chapelle Notre-Dame des Vignères.

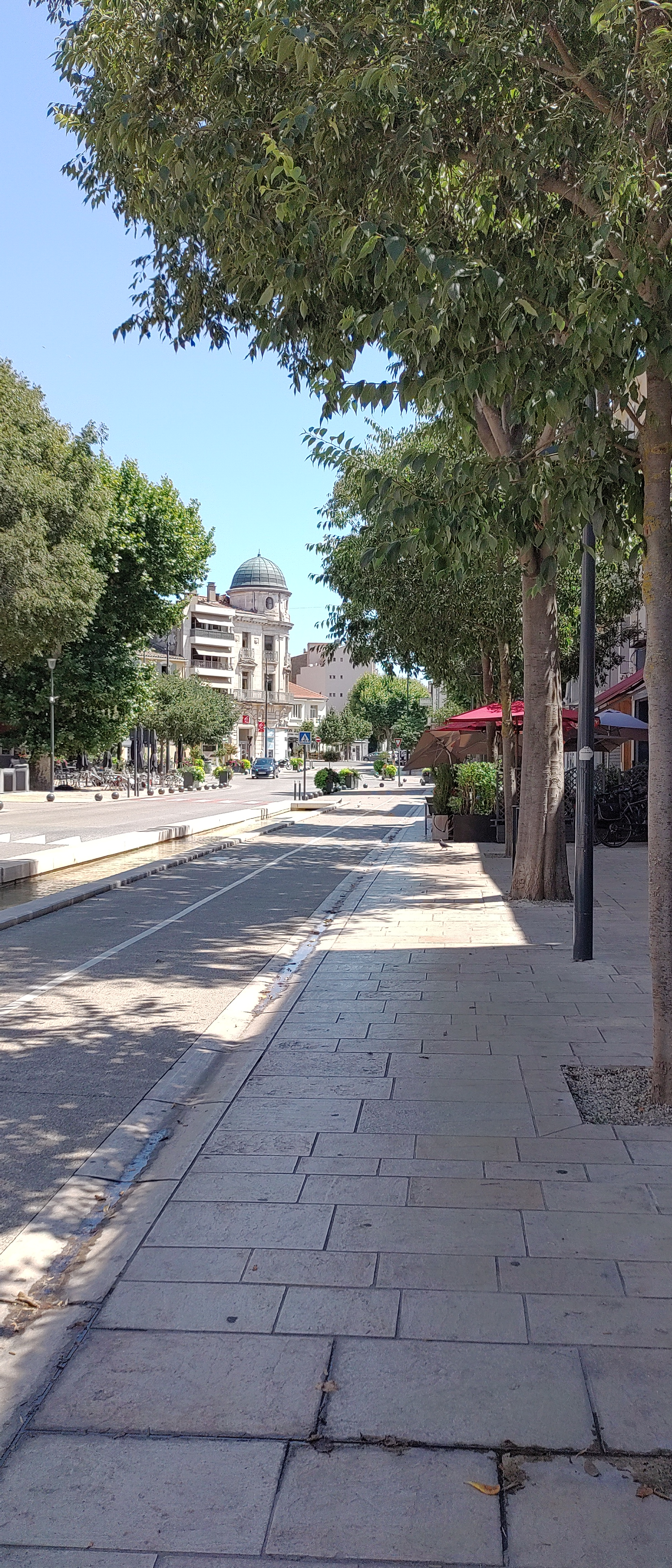
Sud du cours Léon Gambetta

### Aménagements récents
Une première grande réhabilitation urbaine a été réalisée dans les années 2000 au sud du centre historique. Elle permit d'ouvrir le cours Bournissac par une grande place piétonne, la place Maurice Bouchet en référence à un ancien maire. Cette ouverture s'est produite par la destruction de l'ancien bureau de Poste, d'une partie de l'ancien commissariat de Police et d'un commerce de graines. Les travaux ont duré 6 ans, car il a fallu construire des parkings souterrains appartenant à plusieurs immeubles construits au même moment. En 2019-2021 deux derniers immeubles sont construits au fond de la place à proximité d'un parking, ils accueillent une résidence pour sénior et une crèche.
Dans le cadre du Plan local d'urbanisme (PLU) et du Plan FISAC (Fonds d'intervention pour les services, l'artisanat et le commerce), de nombreux projets de requalification urbaine ont vu le jour à Cavaillon. Ainsi, depuis 2012 la Ville organise plusieurs vagues de travaux plus ou moins longues en centre-ville pour redonner vie au cœur de ville.
Le cours Léon-Gambetta a été entièrement remanié avec une mise au jour du canal Saint-Julien (qui est en fait une fontaine de 1 mètre de large sur 300 mètres de long) baptisé le canal. Son inauguration s'est effectuée le 12 mai 2012.
La place Léon-Gambetta a quant à elle été rénovée en 2013 entrainant la destruction du monument central de l'Étoile (rond-point de l'Étoile) et le départ de celle-ci 200 mètres plus loin, au carrefour Bellevue. La place Gambetta a été refaite de la même façon que ce qu'elle était avant la Seconde Guerre mondiale avec une remise en valeur du buste de Gambetta qui repose sur un socle, l'ensemble étant conçu au-dessus d'une élévation en pierre. Des plantations de micocouliers, des fontaines sèches et un large espace piéton couronnent l'ensemble.
L'année 2013 voit aussi se rénover les avenues Victor-Basch, Pierre-Semard, Abel Sarnette, Maréchal-Joffre, de même que la place de la Gare qui est rendue piétonne. Tout cela dans le cadre du nouveau plan de circulation.
En 2015 et 2016, le cours Victor-Hugo est rénové ce qui entraine l'abattage des platanes malades, le boulevard Émile-Zola devient la place Fleury-Mitifiot qui devient piétonne (une fontaine est créée), la place des Tilleuls, l'avenue Gabriel-Péri, la rue de la République et le carrefour Verdun sont à leur tour rénovés.

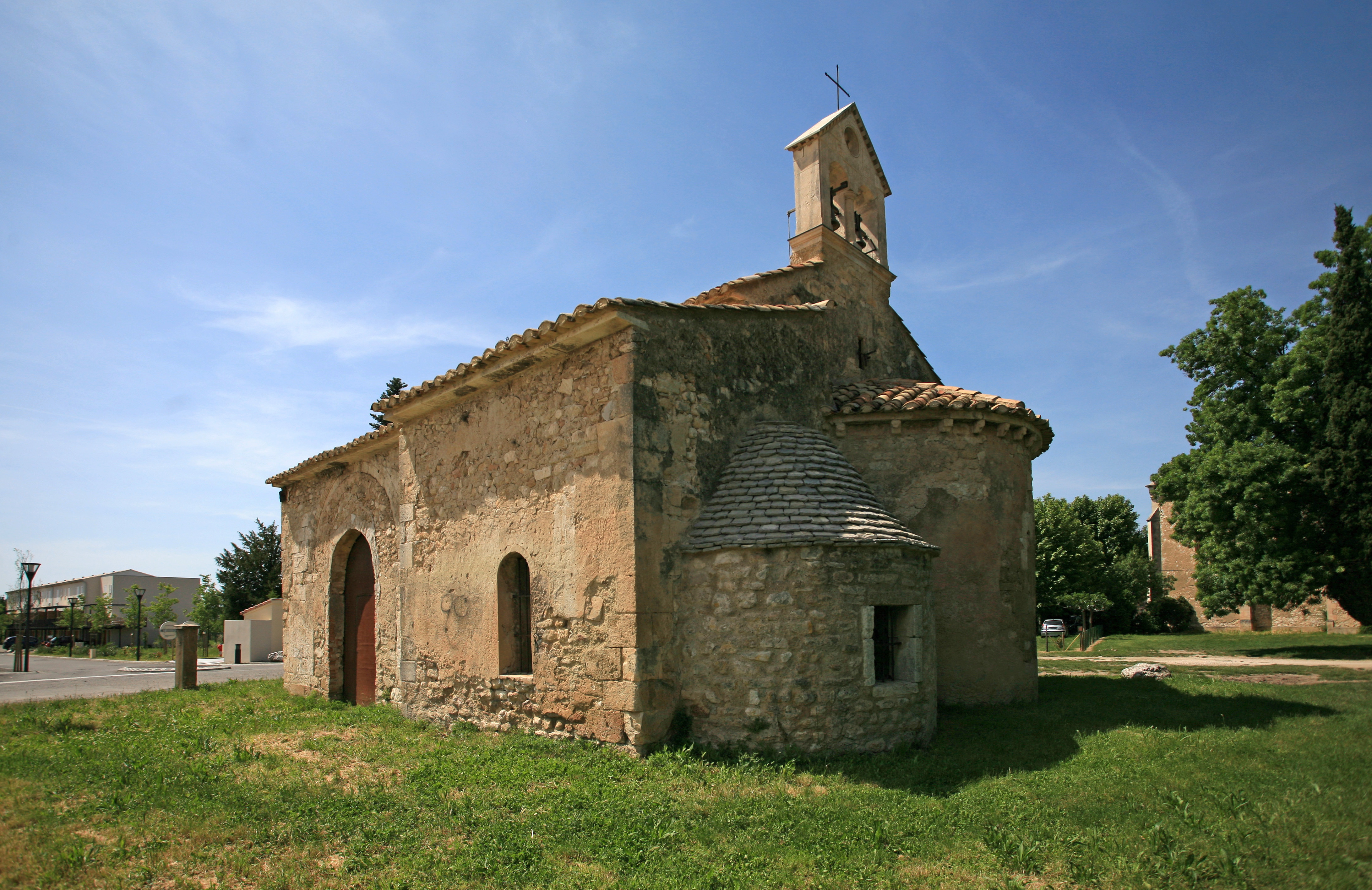
La chapelle Notre-Dame des Vignères.
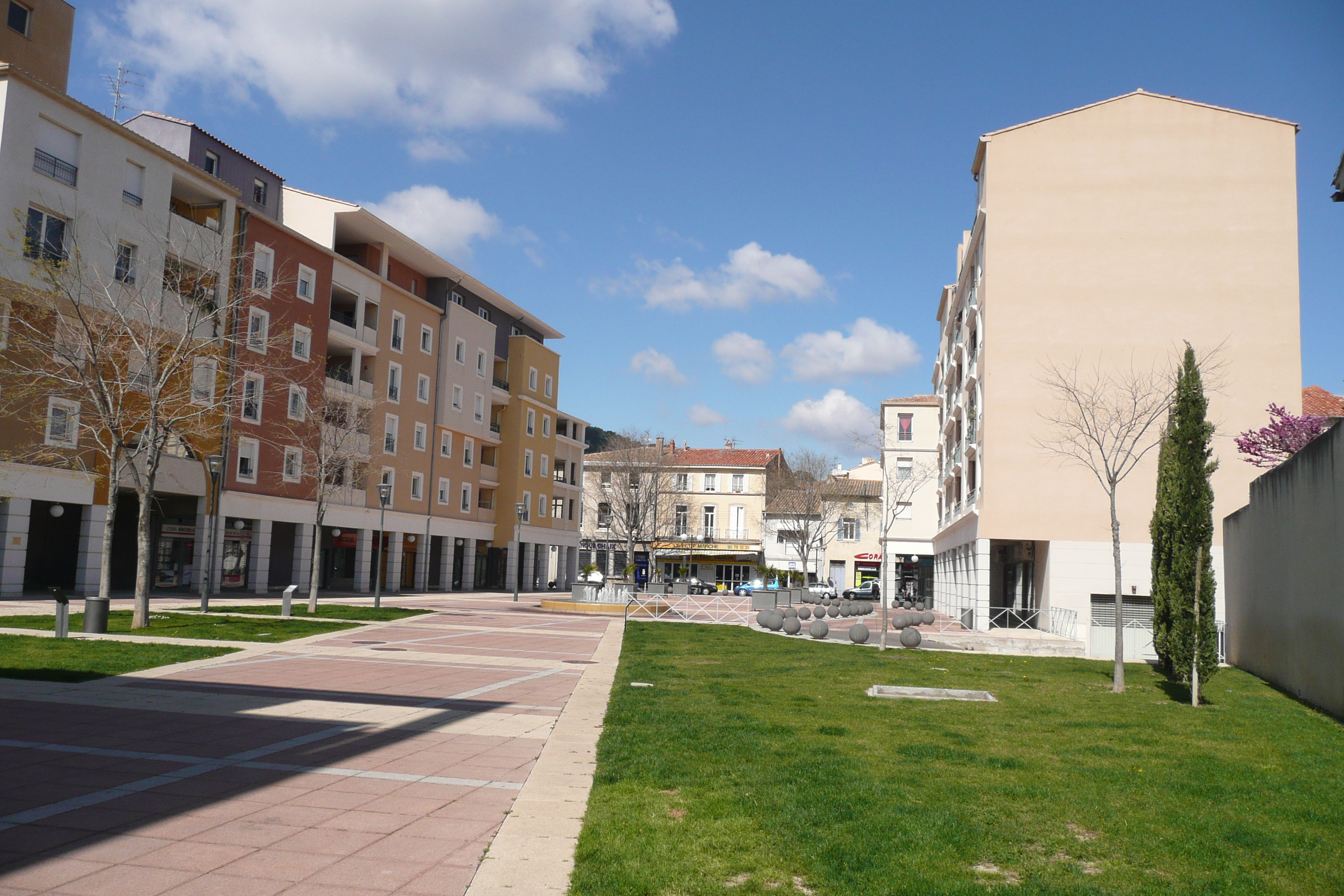
Immeubles récents en centre-ville.

## Toponymie
Cavaillon est cité dès l'Antiquité ; par le géographe grec Strabon (Géographie, IV) vers 15 après J.-C. sous la forme Kaballiôn. Elle est le lieu de vie des Kaouaroi  que l'on appelle plus communément Cavares, peuple celto-ligure primo-habitant de l'oppidum de la colline Saint-Jacques. "Cauares" est considéré comme nom gaulois signifiant  «Héros, Champions", il est probablement lié au vieil irlandais Cuar «héros, champion du guerrier", gallois cawr et breton kaour "géant, héros".

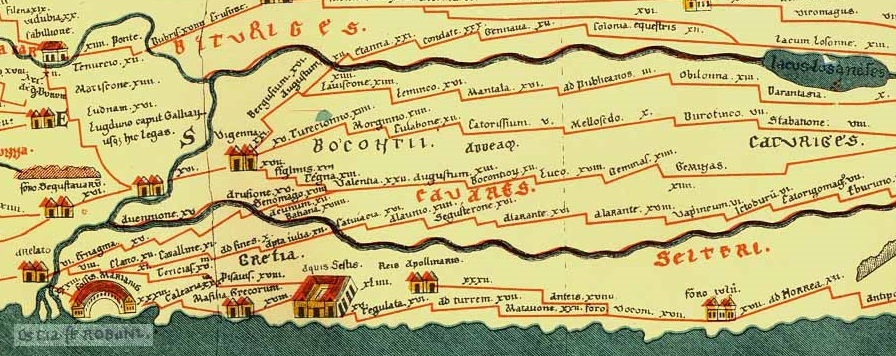
Territoire des cavares apparaissant sur la Table de Peutinger.

On retrouve Cavaillon chez le naturaliste latin Pline (Histoire Naturelle) sous la forme Cabellio dans la deuxième moitié du même siècle. La ville et le territoire des Cavares apparaissent d'ailleurs dans la Table de Peutinger.
La ville est nommée en latin sous le nom de Cavallo au XIIIe siècle[réf. nécessaire].
Le nom de la commune est Cavalhon en occitan selon la graphie classique et Cavaioun en provençal selon la graphie mistralienne.

## Histoire

### Préhistoire et Antiquité

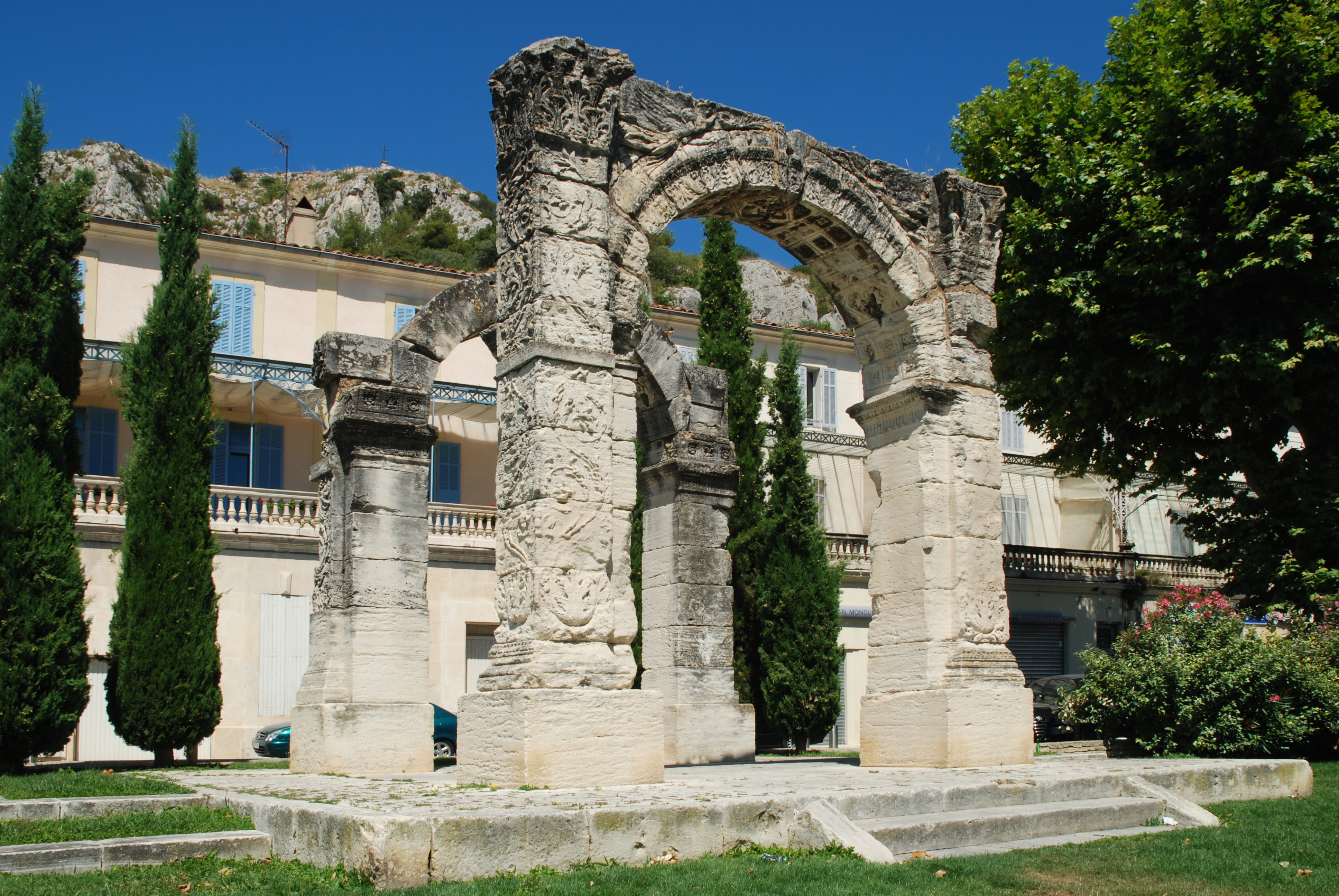
L'arc romain de Cavaillon.

Le territoire de la commune a livré des indices d'occupation datant de la Préhistoire. Cavaillon doit son nom aux Cavares, une fédération de peuples gaulois qui habite la colline Saint-Jacques dans l'Antiquité. Des carrières situées au nord de celle-ci ont révélé des puits, des silos et des fosses sépulcrales. Leur creusement et leur comblement s'est étalé sur une période allant du Ve siècle av. J.-C. au IIe siècle de notre ère.
Les fosses-silos ont permis d'exhumer des pépins de raisins et des rafles contenus dans des débris de vases ainsi que des « gâteaux » de marc contenant des pépins de raisin et de figue. L'ensemble avait été préservé par une lente minéralisation. Ces reliquats de vinification, datés de la seconde moitié du Ier siècle av. J.-C., sont exposés au musée archéologique de la ville.
Durant la période romaine, la cité se nomme Cabellio et son territoire le Pagus Cabellicus. Après la conquête de la Narbonnaise (125-121 avant J.-C.), c'est une des sept villes les plus importantes de la Province. Elle constitue une ville étape sur la voie Domitienne et se développe fortement. Érigée en colonie latine, elle se pare de monuments. De cette époque, seul l'arc antique aujourd'hui situé sur la place du Clos nous est parvenu. En juillet 2010, en déracinant un acacia, un habitant de Cavaillon a également trouvé dans son jardin 304 deniers d'argent datant du Ier et du IIe siècles enterrés au pied d'une colonne du jardin d'un temple probablement dédié à Mithra au moment où Didius Julianus et Septime Sévère se disputent l'empire.
Cavaillon devient un siège épiscopal dès le IVe siècle. Elle fait ensuite partie du royaume d'Arles et du marquisat de Provence.

### Moyen Âge
Au Moyen Âge, la seigneurie de Cavaillon fut partagée entre l'évêque et les vicomtes de Cavaillon puis le Saint-Siège (territoire du Comtat Venaissin). Au XIIe siècle, Raymond VI de Toulouse étant marquis de Provence, Cavaillon se trouva impliqué dans la croisade des Albigeois. Le nom de Cavallo est cité au XIIIe siècle. La ville fut entourée de remparts, dont seule subsiste aujourd'hui la Porte d'Avignon, reconstruite au XVIIIe siècle et un bout de mur sur le Cours Carnot devenu une clôture de propriété.
Le 11 mai 1331, Guillaume de Cabannes, damoiseau de Cavaillon, vend à la Cour en son nom et en celui des autres propriétaires, les droits qu'ils possèdent sur le péage d'Orgon, sur la Durance. Alfant Romei, noble, originaire de Cavaillon, viguier de Tarascon (1326) et d'Aix (1327), appartenait à une importante famille cavaillonnaise ; fils d'Alphant Romei, il vendit à la cour, tout comme Guillaume de Cabannes, sa part du péage d'Orgon à raison de neuf florins par jour de possession.

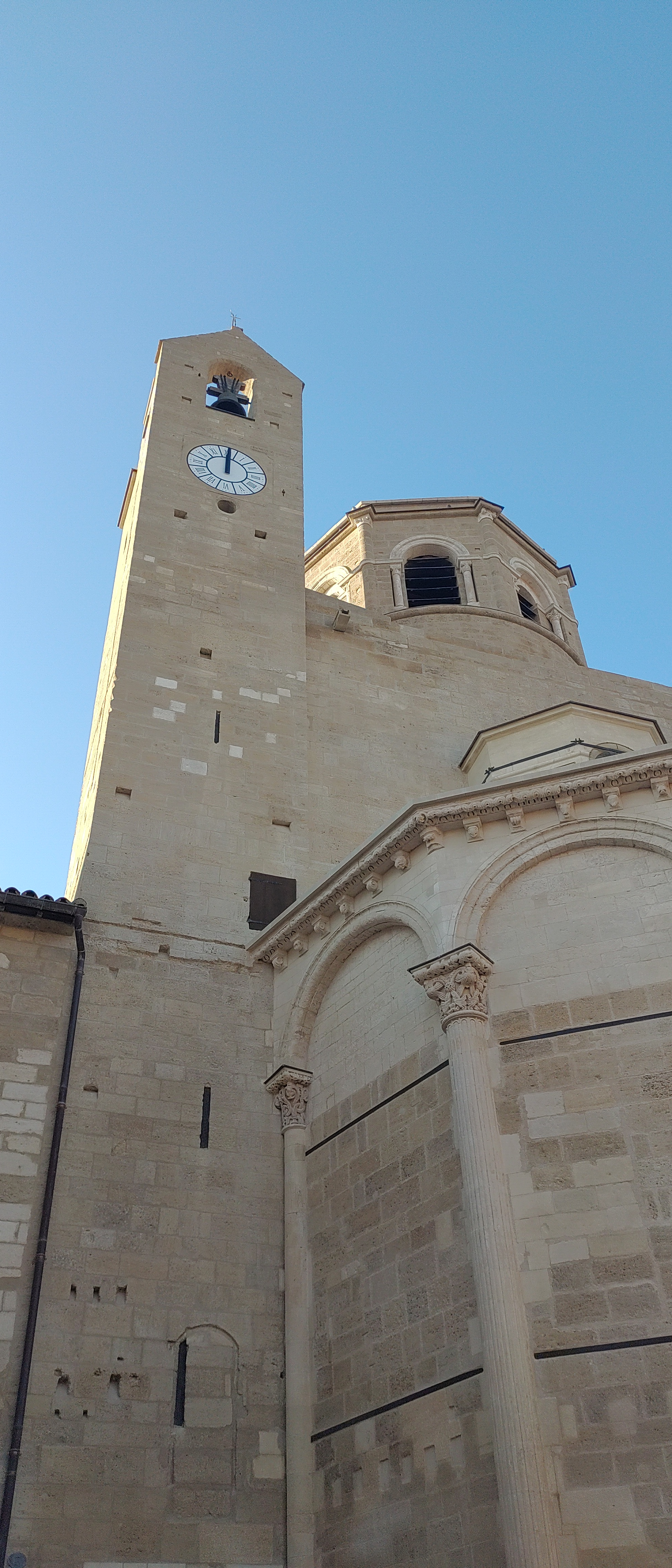
Chevet et mur du clocher de la cathédrale, après restauration.

### Renaissance

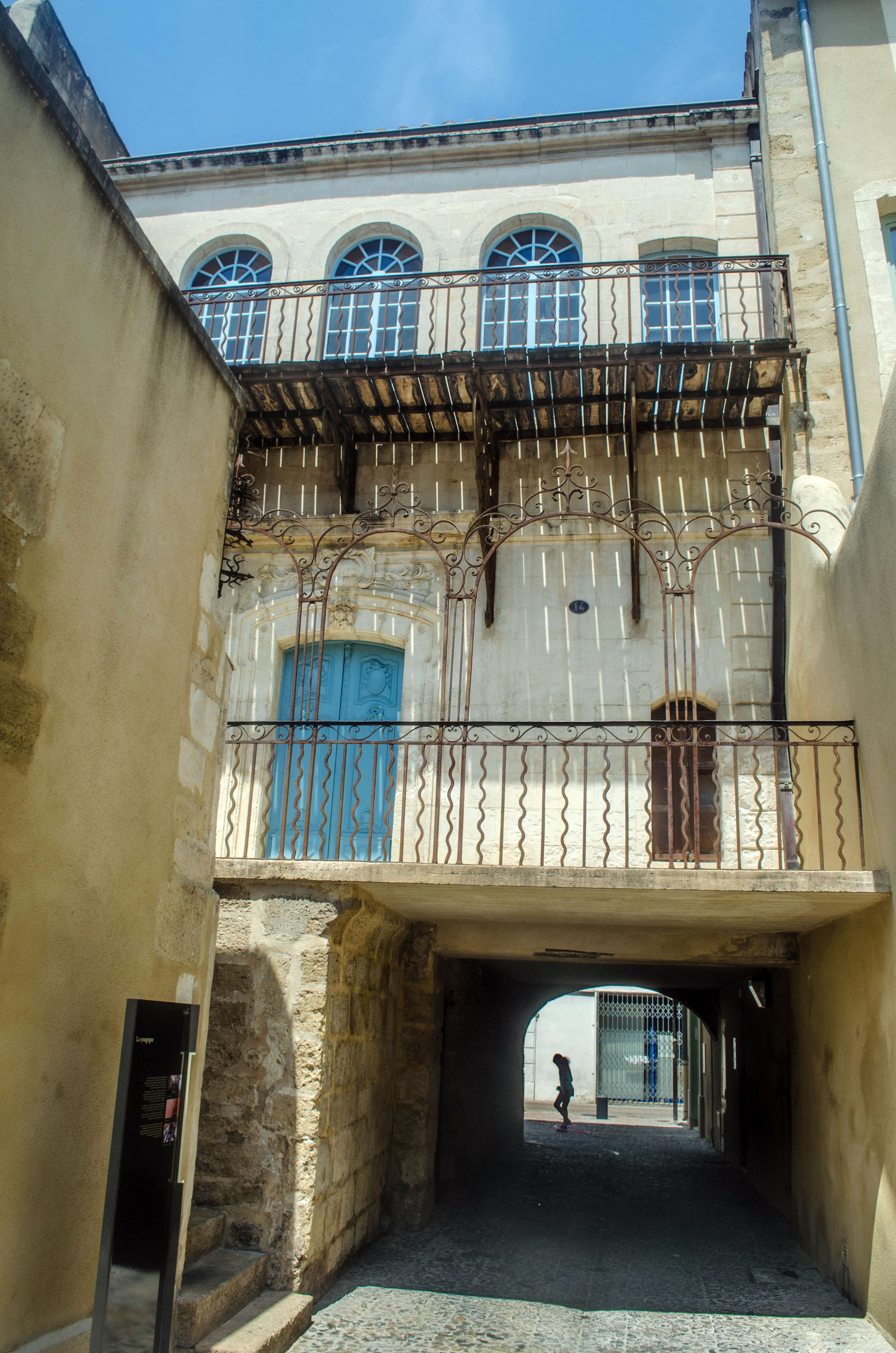
La synagogue de Cavaillon sise rue Hébraïque.

Les dominicains s'établissent à Cavaillon en 1526 à l'initiative du baron de Céreste, Gaucher de Brancas, qui leur donna une maison près la porte Saint-Michel, dans le contexte de la lutte contre les Vaudois (minorité religieuse dont la présence constitue un berceau du protestantisme dans la région et en France).
En 1562, la ville est prise et pillée par le baron des Adrets et ses milices protestantes. La cathédrale Notre-Dame-et-Saint-Véran subit alors de lourds dommages.
Avant la Révolution française et l'annexion des États du pape (Avignon et Comtat Venaissin) par la France, Cavaillon était l'une des quatre villes, avec Avignon, Carpentras et L'Isle-sur-la-Sorgue, où existait une « carrière », un quartier réservé aux Juifs du pape, fermé durant la nuit.

### Période moderne
Le 12 août 1793 fut créé le département de Vaucluse, constitué des districts d'Avignon et de Carpentras, mais aussi de ceux d'Apt et d'Orange, qui appartenaient aux Bouches-du-Rhône, ainsi que du canton de Sault, qui appartenait aux Basses-Alpes.
En 1801, l'évêché de Cavaillon (qui datait du IVe siècle après J.-C.) est dissout. On assiste à l'implosion du diocèse. Quelques années plus tard, le Palais épiscopal qui fut bien national est détruit au fur et à mesure jusqu'en 1820.

### Période contemporaine
Le 14 novembre 1887, un fort tremblement de terre est ressenti dans la ville.
Le 26 février 1876, à peine six ans après la proclamation de la République française, Léon Gambetta vient à Cavaillon pour une campagne électorale. Il est logé à l'Hôtel de la Pomme d'Or. La mairie de tendance conservatrice n'accepte pas l'arrivée d'un républicain. Peu après le dîner, des cris s'élèvent de dessous les fenêtres de l'Hôtel de la part des partisans du maire dans le but de l'empêcher de faire son discours.
Le mouvement est si violent que Léon Gambetta s'enfuit vers la gare, car il craint pour sa vie, sous des jets de pierres.
Le maire suivant qui est un républicain essaye tant bien que mal de réparer cet affront. Il rebaptise la place de la Couronne en place Léon-Gambetta, fait déposer la croix de mission qui s'y trouvait. Mais ce sont les municipalités successives notamment le maire Joseph Guis, républicain et anticlérical qui permettront de donner à Gambetta un brillant hommage.
Le 4 septembre 1907, soit 37 ans jour pour jour après la proclamation de la IIIe République, un monument colossal dédié à Léon Gambetta est inauguré en présence de l'ancien président de la République Emile Loubet. Cette inauguration est précédée de l'inauguration du nouvel Hôpital de la ville.
Un grand banquet a lieu sur la place du Clos pour clôturer cette grande journée républicaine.
Cavaillon est sous-préfecture de 1926 à 1933.

## Politique et administration

### Tendances politiques et résultats
| Élection | Candidat        | Parti     | Parti     | %                 | Candidat          | Parti  | Parti  | %      | Participation |
| Élection | Vainqueur       | Vainqueur | Vainqueur | Vainqueur         | Vaincu            | Vaincu | Vaincu | Vaincu | Participation |
| -------- | --------------- | --------- | --------- | ----------------- | ----------------- | ------ | ------ | ------ | ------------- |
| 2022     | Marine Le Pen   |           | RN        | 54.24             | Emmanuel Macron   |        | LREM   | 45.76  | 69.31%        |
| 2017     | Marine Le Pen   |           | RN        | 50.11             | Emmanuel Macron   |        | LREM   | 49.89  | 72.22%        |
| 2012     | Nicolas Sarkozy |           | UMP       | 58.43             | François Hollande |        | PS     | 41.57  | 78.03%        |
| 2007     | Nicolas Sarkozy | 63.72     | UMP       | Ségolène Royal    | 36.28             | 82.60% | PS     |        |               |
| 2002     | Jacques Chirac  | 65.23     | UMP       | Jean-Marie Le Pen |                   | FN     | 34.77  | 78.32% |               |

### Administration municipale
De par sa taille, la commune dispose d'un conseil municipal de 35 membres (article L2121-2 du Code général des collectivités territoriales).

### Liste des maires

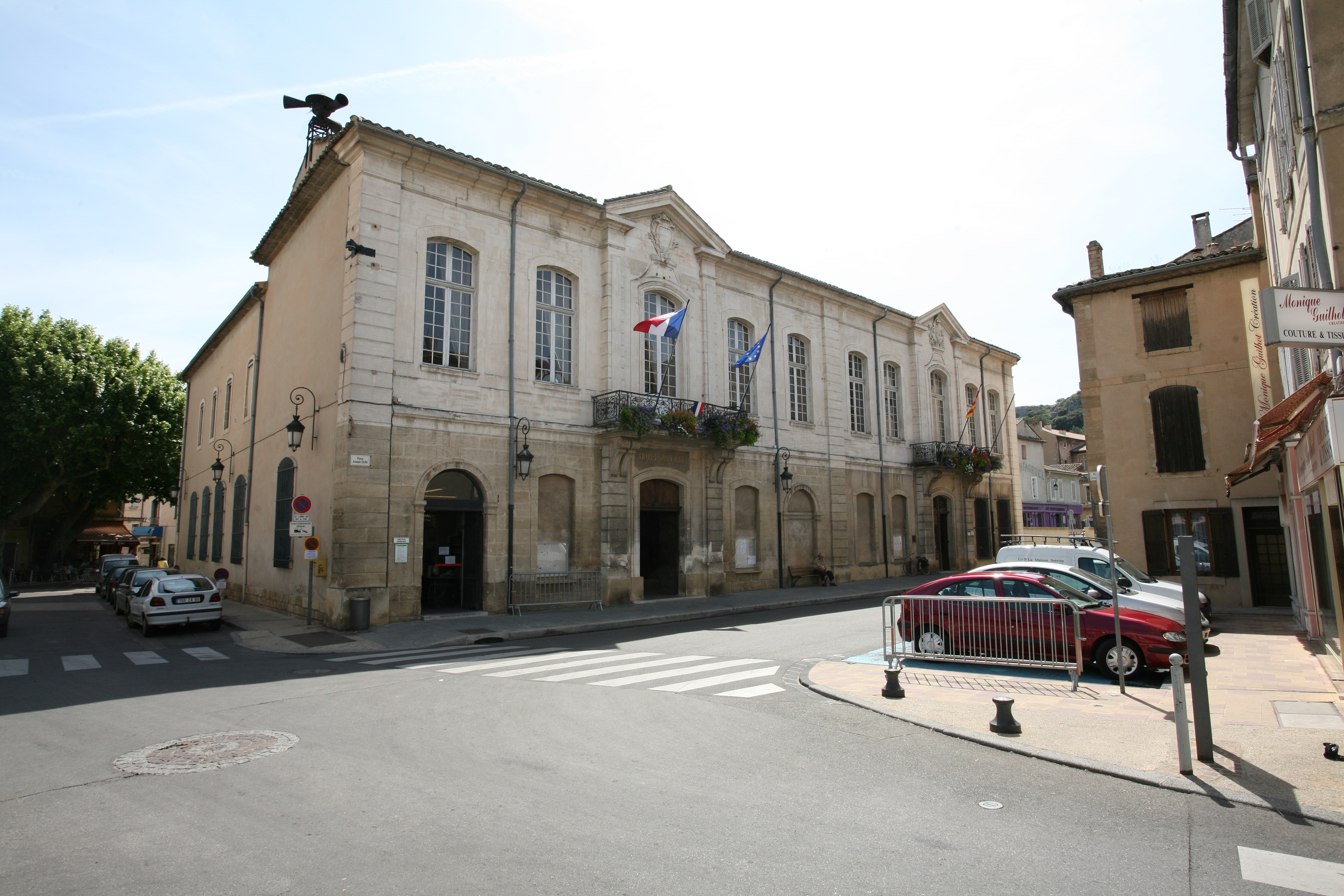
La mairie de Cavaillon.

De 1789 à 1799, les agents municipaux (maires) sont élus au suffrage direct pour deux ans et rééligibles, par les citoyens actifs de la commune, contribuables payant une contribution au moins égale à trois journées de travail dans la commune. Sont éligibles ceux qui paient un impôt au moins équivalent à dix journées de travail.
De 1799 à 1848, la constitution du 22 frimaire an VIII (13 décembre 1799) revient sur l’élection du maire, les maires sont nommés par le préfet pour les communes de moins de 5 000 habitants. La Restauration instaure la nomination des maires et des conseillers municipaux. Après 1831, les maires sont nommés (par le roi pour les communes de plus de 3 000 habitants, par le préfet pour les plus petites), mais les conseillers municipaux sont élus pour six ans.
Du 3 juillet 1848 à 1851, les maires sont élus par le conseil municipal pour les communes de moins de 6 000 habitants.
De 1851 à 1871, les maires sont nommés par le préfet, pour les communes de moins de 3 000 habitants et pour 5 ans à partir de 1855.
Depuis 1871, les maires sont élus par le conseil municipal à la suite de son élection au suffrage universel.

### Environnement
En 1973 a été créé le SIEUCEUTOM, le Syndicat intercommunal pour l'étude, la construction et l'exploitation d'une usine de traitement des ordures ménagères, qui regroupe aujourd'hui sept communes.
La déchèterie intercommunale est gérée par la communauté d'agglomération.
Les professionnels peuvent bénéficier des services (payants) d'un centre de traitement des déchets urbains.

### Intercommunalité
La commune est membre de la communauté d'agglomération Luberon Monts de Vaucluse, dont elle est la ville principale, ainsi que de l'aire urbaine de Cavaillon.
Elle fait également partie du Parc naturel régional du Luberon.

### Fiscalité
| Taxe                                                | Part communale | Part intercommunale | Part départementale | Part régionale |
| --------------------------------------------------- | -------------- | ------------------- | ------------------- | -------------- |
| Taxe d'habitation (TH)                              | 18,49 %        | 0,00 %              | 7,55 %              | 0,00 %         |
| Taxe foncière sur les propriétés bâties (TFPB)      | 19,12 %        | 0,00 %              | 10,20 %             | 2,36 %         |
| Taxe foncière sur les propriétés non bâties (TFPNB) | 48,01 %        | 0,00 %              | 28,96 %             | 8,85 %         |
| Taxe professionnelle (TP)                           | 00,00 %        | 20,97 %             | 13,00 %             | 3,84 %         |

La part régionale de la taxe d'habitation n'est pas applicable.
La taxe professionnelle est remplacée en 2010 par la cotisation foncière des entreprises (CFE) portant sur la valeur locative des biens immobiliers et par la contribution sur la valeur ajoutée des entreprises (CVAE) (les deux formant la contribution économique territoriale (CET) qui est un impôt local instauré par la loi de finances pour 2010).

### Jumelages
| Cavaillon Weinheim Langhirano |

La ville de Cavaillon est jumelée avec : 
- Weinheim (Allemagne) ville de 43 349 habitants (2005) située dans le land du Bade-Wurtemberg depuis 1945.
- Langhirano (Italie) petite cité de 9 714 habitants (2009) de la Province de Parme depuis 2001.

## Population et société

### Démographie

#### Évolution démographique
L'évolution du nombre d'habitants est connue à travers les recensements de la population effectués dans la commune depuis 1793. Pour les communes de plus de 10 000 habitants les recensements ont lieu chaque année à la suite d'une enquête par sondage auprès d'un échantillon d'adresses représentant 8 % de leurs logements, contrairement aux autres communes qui ont un recensement réel tous les cinq ans,.

En 2022, la commune comptait 25 890 habitants, en évolution de −2,27 % par rapport à 2016 (Vaucluse : +1,73 %, France hors Mayotte : +2,11 %).
| 1793  | 1800  | 1806  | 1821  | 1831  | 1836  | 1841  | 1846  | 1851  |
| ----- | ----- | ----- | ----- | ----- | ----- | ----- | ----- | ----- |
| 5 193 | 5 192 | 5 750 | 6 360 | 6 911 | 7 041 | 7 195 | 7 428 | 7 405 |

| 1856  | 1861  | 1866  | 1872  | 1876  | 1881  | 1886  | 1891  | 1896  |
| ----- | ----- | ----- | ----- | ----- | ----- | ----- | ----- | ----- |
| 7 431 | 7 779 | 8 034 | 8 034 | 8 454 | 8 591 | 9 144 | 9 077 | 9 405 |

| 1901  | 1906  | 1911  | 1921  | 1926   | 1931   | 1936   | 1946   | 1954   |
| ----- | ----- | ----- | ----- | ------ | ------ | ------ | ------ | ------ |
| 9 850 | 9 952 | 9 416 | 8 991 | 10 451 | 11 743 | 12 522 | 13 804 | 14 831 |

| 1962   | 1968   | 1975   | 1982   | 1990   | 1999   | 2006   | 2011   | 2016   |
| ------ | ------ | ------ | ------ | ------ | ------ | ------ | ------ | ------ |
| 17 058 | 18 544 | 21 259 | 20 615 | 23 102 | 24 563 | 25 819 | 25 486 | 26 492 |

| 2021   | 2022   | - | - | - | - | - | - | - |
| ------ | ------ | - | - | - | - | - | - | - |
| 25 923 | 25 890 | - | - | - | - | - | - | - |

#### Superficie et population
La ville de Cavaillon a une superficie de 45,96 km2 et une population de 26 201 habitants, ce qui la classe :
| Rang                       | Superficie | Population | Densité |
| -------------------------- | ---------- | ---------- | ------- |
| France                     | 1 466e     | 322e       | 1 555e  |
| Provence-Alpes-Côte d'Azur | 166e       | 31e        | 78e     |
| Vaucluse                   | 16e        | 4e         | 9e      |
| Arrondissement d'Apt       | 7e         | 1er        | 1er     |
| Canton de Cavaillon        | 1er        | 1er        | 1er     |

### Enseignement
Cavaillon relève de l'académie d'Aix-Marseille et de la direction académique de Vaucluse.
La ville bénéficie de huit écoles maternelles (Marie-Signoret, Louis-Leprince-Ringuet, Camille-Claudel, Jean-Moulin, La Colline, Les Ratacans, Les Vignères, Saint-Charles), de huit écoles élémentaires (Castil-Blaze, Charles-de-Gaulle, Joliot-Curie, La Colline, Les Ratacans, Jean-Moulin, Les Vignères, Saint-Charles), de quatre collèges (Paul-Gauthier, Clovis-Hugues, Saint-Charles et Rosa-Parks) et de deux lycées (lycée Ismaël-Dauphin et lycée d'enseignement professionnel Alexandre-Dumas).
La ville compte un centre d'information et d'orientation (CIO). Elle héberge également la médiathèque d'agglomération la Durance, un conservatoire de musique à rayonnement communal agréé, un centre de loisirs et une MJC.

### Sports
Cavaillon est une ville possédant de nombreux clubs et équipements sportifs :
- 1 skatepark situé sur la base de loisirs du Grenouillet ;
- 2 piscines dont une couverte et une en plein air ;
- 9 gymnases :
  - école primaire Jean-Moulin (type A) ;
  - Centre de loisirs (dédié à la gymnastique)
  - centre de secours (Type A) ;
  - Paul-Gauthier (type B + plateau) ;
  - CES Clovis-Hugues(Type B + Plateau) ;
  - Condamines (type C + plateau) ;
  - Grenouillet (Sports martiaux) ;
  - Ismaël-Dauphin conseil régional ;
  - Alexandre-Dumas conseil régional/mairie.
- 15 terrains (football/rugby) :
  - stade Pagnetti : 1 terrain ;
  - stade hippodrome : 7 terrains ;
  - stade Jean-Alessandri : 3 terrains ;
  - stade des Vignères (stade Élie Rey): 2 terrains ;
  - stade Paul-Gauthier : 1 terrain ;
  - stade Jean-Roman : 1 terrain ;
  - College Rosa-Parks gymnase neuf + plateau ;
  - stade Lombard : 1 terrain.
- 1 piste d'athlétisme sitée stade Pagnetti ;
- 12 courts de tennis (8 et 4 cours) répartis sur deux clubs (dont 4 éclairés et 6 cours en terre battue).

Il faut ajouter à cela une piste de bicross, d'athlétisme, d'escalade (falaise à Saint-Jacques), une via ferrata, un boulodrome (27 jeux), un vélodrome et un hippodrome.

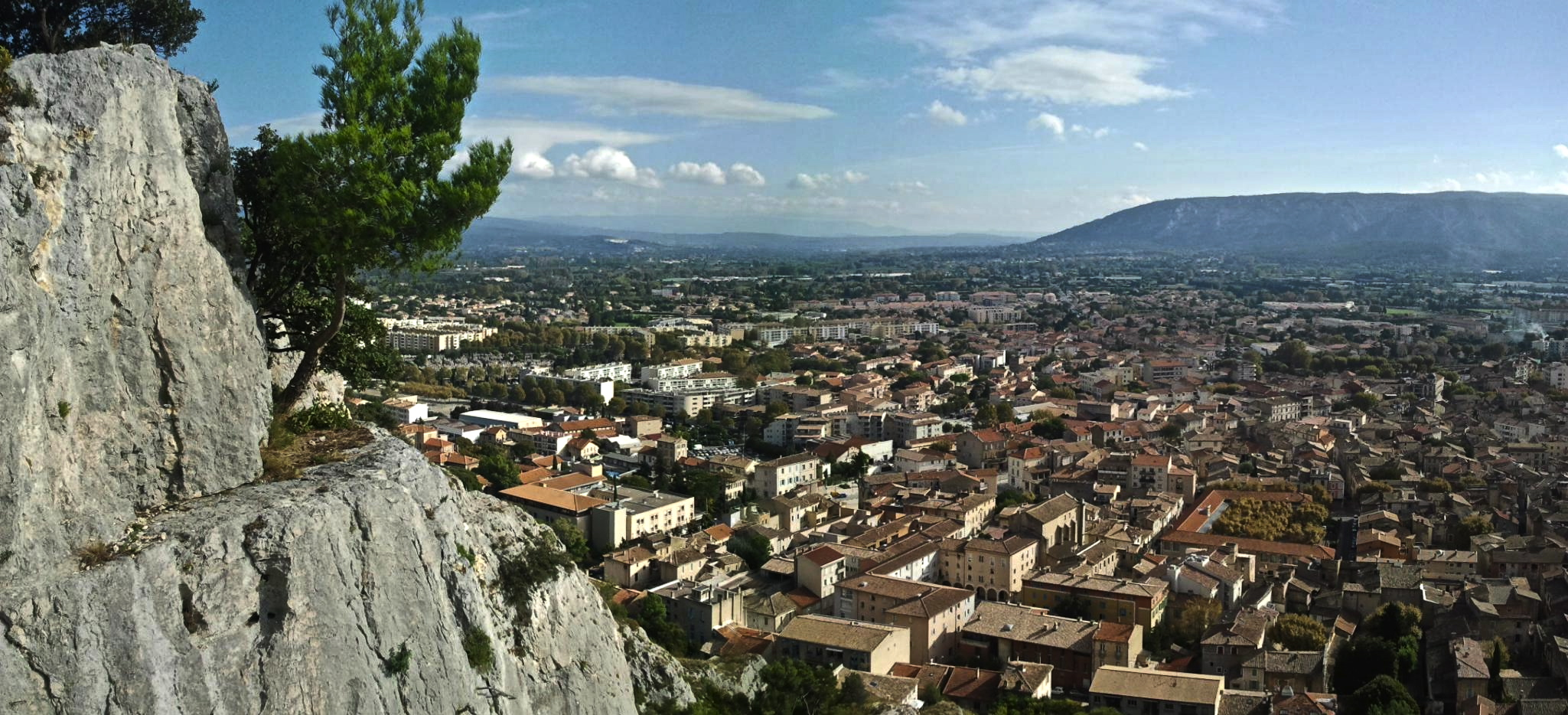
Vue sur Cavaillon depuis la via ferrata.
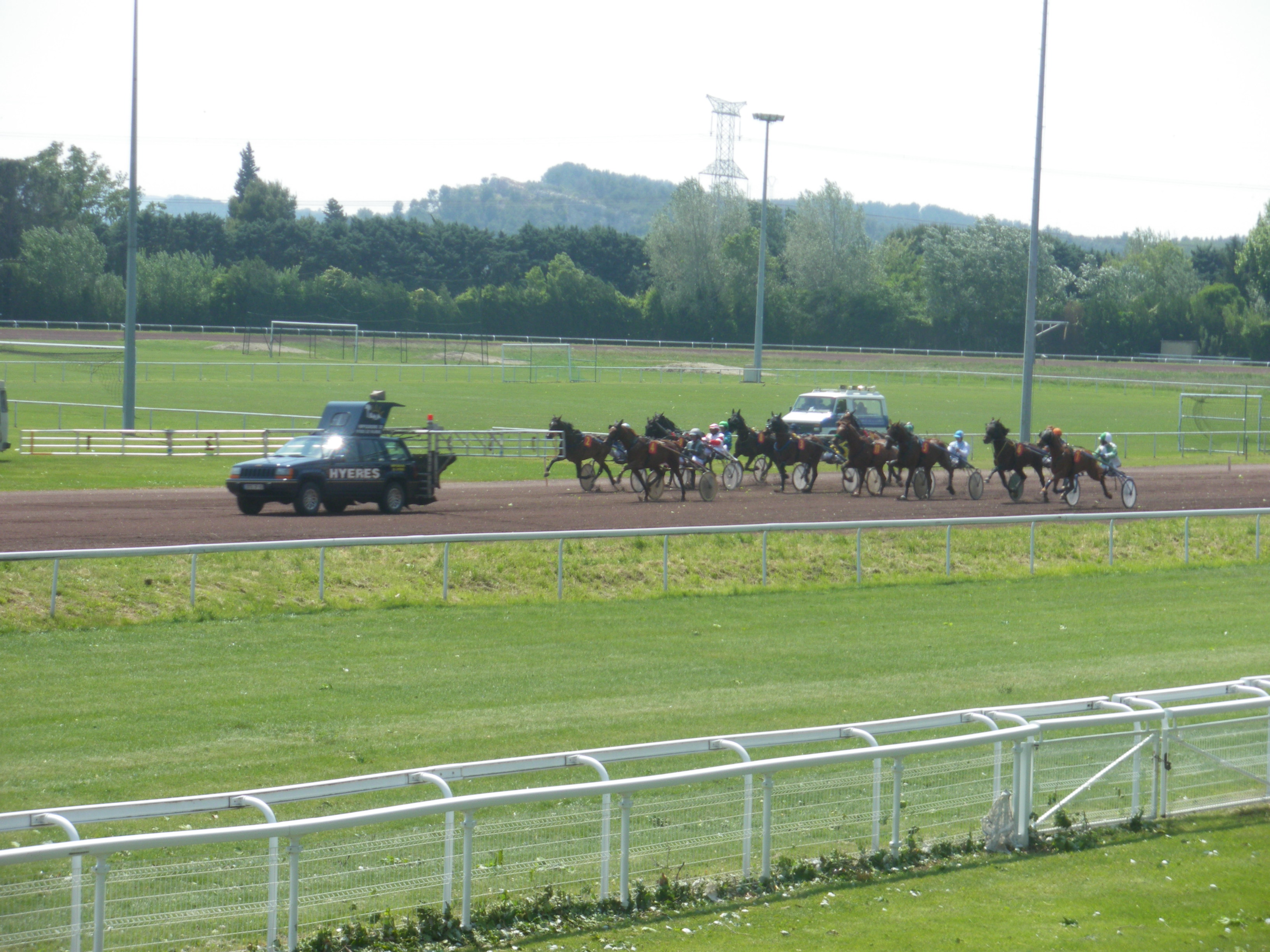
Course à l'hippodrome de Cavaillon.

### Santé
La ville dispose de médecins généralistes et spécialistes, de plusieurs centres de soins dont un centre de radiographie, du centre chirurgical Saint-Roch (clinique) et du centre hospitalier intercommunal (CHI).
Le CHI dans son unité de Cavaillon dispose de 252 lits répartis comme suit :
- chirurgie : 45 lits
- soins intensifs : 4 lits
- médecine : hospitalisation complète : 53 lits

Alternatives à l'hospitalisation :
- hospitalisation de jour : 3 places
- hospitalisation à domicile : 4 places
- gynécologie obstétrique : 26 lits
- maison de retraite : 57 lits (dont 30 lits de cure médicale)
- soins de longue durée : 60 lits

### Social
Quatre sociétés gèrent 2 500 logements sociaux.
Cavaillon a une maison de l'emploi et du développement économique, ainsi qu'un centre communal d'action sociale (CCAS).

### Vie associative
Cavaillon compte de nombreuses associations culturelles et sportives.
On y trouve un groupe de danse folklorique comtadine : « L'Embelido Cavaillon », créé en 1999.

### Cultes
La commune compte des églises et chapelles catholiques, dont l'ancienne cathédrale, quatre églises protestantes et évangéliques,, une synagogue qui n'est toutefois plus en activité et une salle de prière musulmane.
- Église Protestante Unie de France, Temple réformé[60].
- Église Protestante Évangélique[61].
- Église Évangélique Tzigane, quartier cabedan[62].
- Salle du royaume des Témoins de Jéhovah.

## Économie
Cavaillon est une petite ville comptant de nombreux commerces, plusieurs grandes surfaces spécialisées et supermarchés.

### Revenus de la population et fiscalité
En 2010, le revenu fiscal médian par ménage était de 21 243, ce qui plaçait Cavaillon au 28 927e rang parmi les 31 525 communes de plus de 39 ménages en métropole.
En 2012, la part des ménages fiscaux imposables de la commune était de 50,4 %
En 2012, le taux de pauvreté de la commune s'élevait à 27,2 %, chiffre de beaucoup supérieur à la moyenne nationale (13,9 %)

### Agriculture
Le sol autour de Cavaillon est assez riche et l'eau fournie par l'irrigation est abondante, ce qui a favorisé un développement de l'agriculture maraîchère, dont la culture du melon, des pommes, des poires, des cerises. Une grande part de la production de melons provient de la Crau et est expédiée depuis Cavaillon.
Les vignes de la commune produisent des vins qui, après agrément, peuvent revendiquer le label Vin de pays d'Aigues mais qui ne sont pas en appellation d'origine contrôlée.
La ville compte un marché d'intérêt national (MIN) avec une halle, un espace modulable de 1 000 à 5 000 m2. Elle possède également une antenne de la Chambre de commerce et d'industrie de Vaucluse.

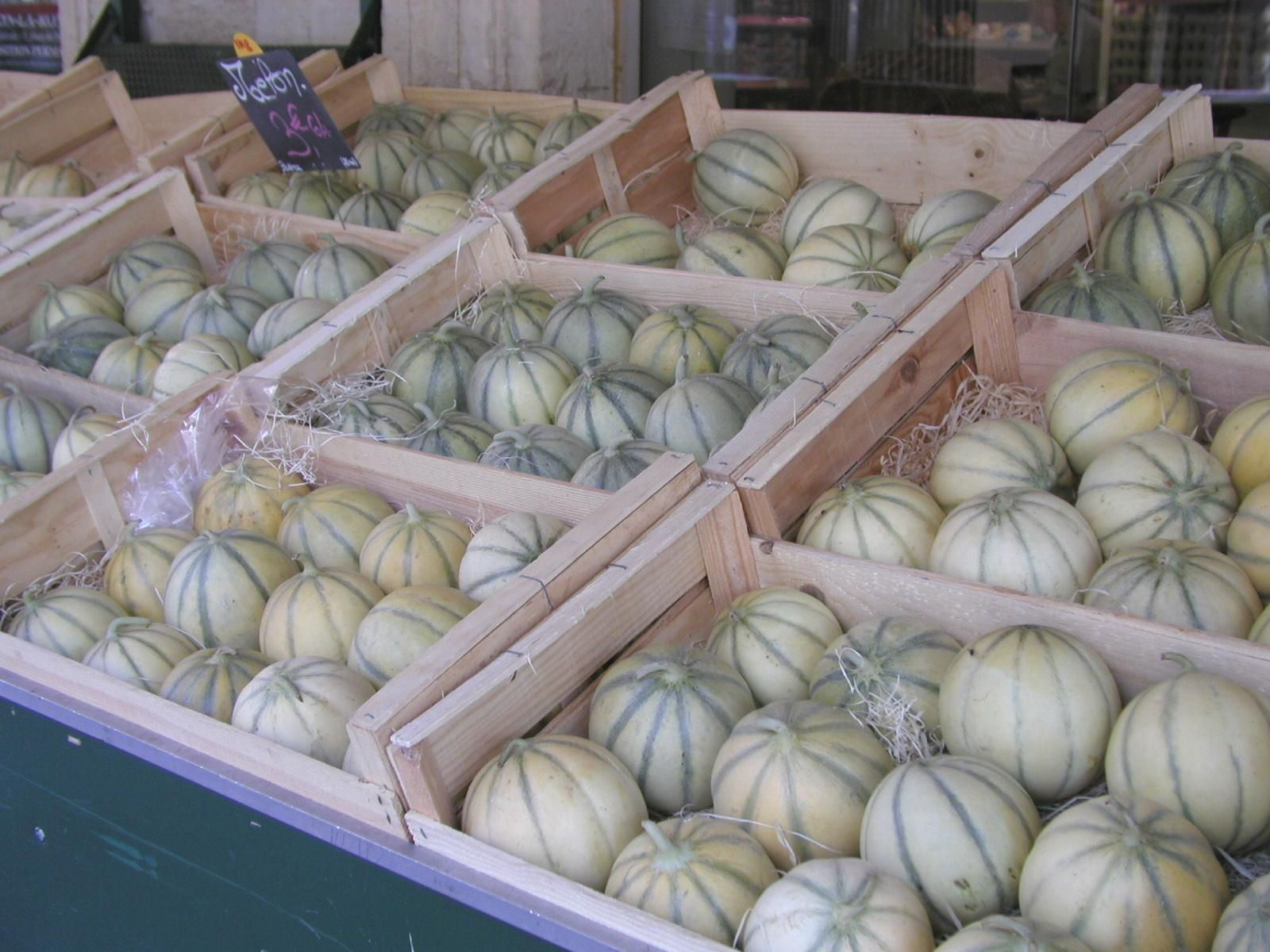
Melons.
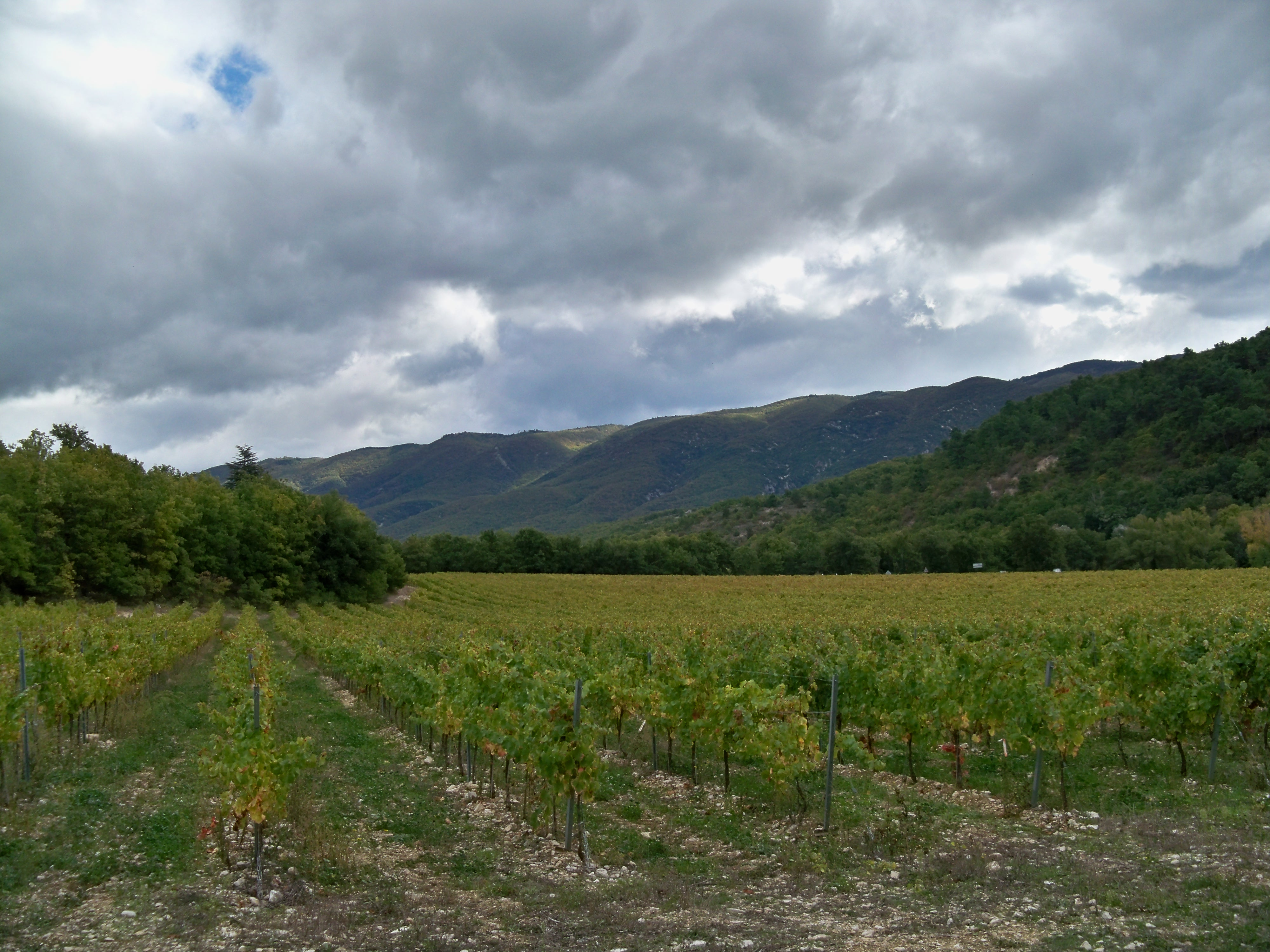
Vignes.

### Marchés
Le marché de Cavaillon a lieu le lundi matin toute l'année sur une grande partie du centre-ville : place du Clos, place Maurice Bouchet, place Philippe de Cabassole, place Fernand Lombard, cours Bournissac. De mars à octobre, un marché des producteurs a lieu le jeudi soir sur la place du Clos.
Depuis 1953, la Foire de la Saint-Véran est organisé fin novembre, sur trois jours.

### Tourisme
Comme l'ensemble des communes du Luberon, le tourisme joue un rôle, directement ou indirectement, dans l'économie locale.
On peut considérer deux principaux types de tourisme en Luberon. Tout d'abord, le tourisme historique et culturel qui s'appuie sur un patrimoine riche, des villages perchés, des festivals, et d'une manière plus inattendue sur le rayonnement international de l'histoire des Vaudois du Luberon. Puis, le tourisme vert qui profite des nombreux chemins de randonnée et du cadre protégé qu'offrent le Luberon et ses environs.
Un site de via ferrata est présent à Cavaillon, sur la colline Saint-Jacques.
La ville de Cavaillon a obtenu deux fleurs au concours des villes et villages fleuris.

## Culture et patrimoine

### Patrimoine architectural

#### Patrimoine antique
Riche en vestiges archéologiques, la ville a livré l'entrée des anciens thermes romains dont on peut admirer les arcs d'intersection (du Ier siècle, déplacés au XIXe et remontés sur la place du Clos). Ces arcs sont aujourd'hui connus et classés sous le nom d'arc antique de Cavaillon.

#### Patrimoine médiéval et baroque

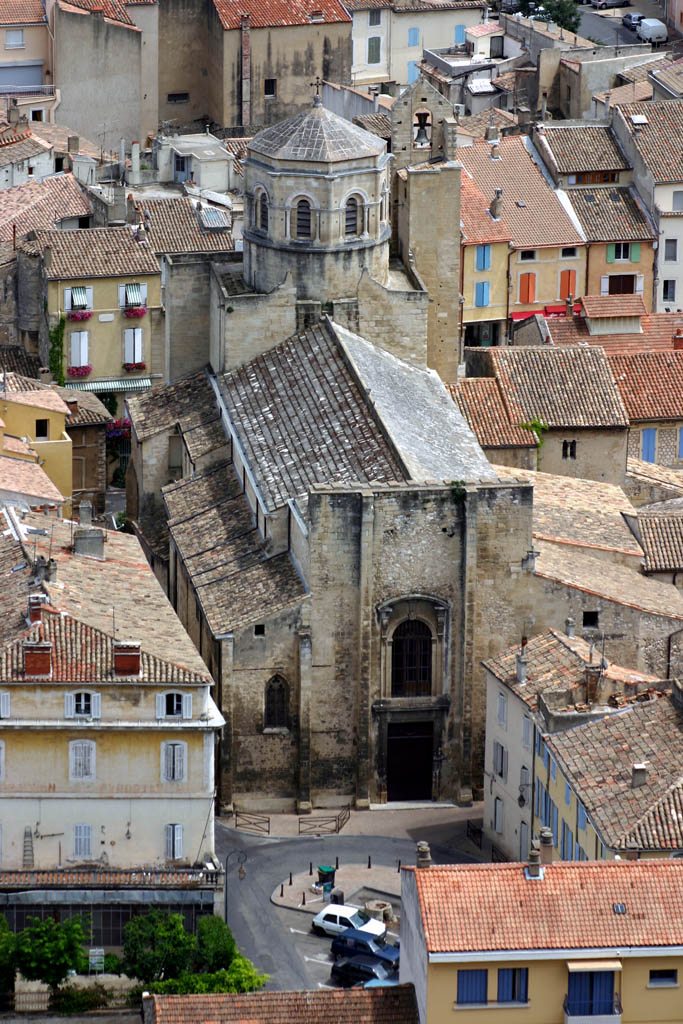
La cathédrale Notre-Dame et Saint-Véran, avant rénovation.

Parmi les édifices remarquables, il faut mentionner l'ancienne cathédrale Notre-Dame-et-Saint-Véran, du XIe siècle, et ses orgues. Le bâtiment semble très sobre à l'extérieur du fait des remaniements successifs, mais il est très riche à l'intérieur. Un important mobilier baroque classé orne les murs de l'église : tableaux de Nicolas Mignard et Pierre Mignard, retables recouverts de feuille d'or de Barthélémy Grangier, sculptures de Jean-Ange Maucord, fresques reproduisant les décors médiévaux. L'édifice est dédié à Véran de Cavaillon, qui fut évêque de Cavaillon au VIe siècle. C'est un site exceptionnel en cours de restauration pour la stabilisation de l'édifice et la redécouverte des décors se trouvant derrière les retables.
La chapelle d'ermitage (chapelle Saint-Jacques, chemin de l'Hermitage, du XIIe siècle), érigée au sommet d'une colline du même nom fut une étape de la route de Saint Jacques de Compostelle. Le lieu fut aussi un refuge pour ermite dont le plus connu est le bienheureux César de Bus, fondateur dans la cité-État d'Avignon de la congrégation des Prêtres de la doctrine chrétienne. D'autres chapelles sont visibles comme la chapelle Saint-Benoît de Cavaillon appelée aussi chapelle du Grand Couvent, qui fut depuis la Révolution jusqu'à 1997 la Bibliothèque municipale et actuellement un lieu d'exposition.
Le bâtiment abritant le musée archéologique date de 1755. Il s'agit en fait de la chapelle de l'Hôpital et de son corps d'entrée qui ont subi une canonnade lors de l'invasion de Cavaillon par les révolutionnaires français en janvier 1791. En témoigne un éclat de canon sur sa façade. Menacée de destruction au début du XXe siècle, la chapelle a été rachetée par la famille Jouve, une famille Cavaillonnaise très fortunée et engagée en faveur du patrimoine et de la conservation des monuments de la ville. L'édifice a été transformé en musée archéologique.
La synagogue de Cavaillon, rue Hebraïque, ainsi que son Mikvé, fut construite au XVe, puis reconstruite XVIIIe siècle. C'est la deuxième synagogue la plus ancienne de France après la synagogue de Carpentras qui elle date du XIVe siècle. La synagogue de Cavaillon ne peut se dissocier de sa carrière, c'est-à-dire une rue dans laquelle se massaient des juifs qui ne pouvaient vivre ailleurs en raison des autorités comtadines qui toléraient les juifs dans le Comtat Venaissin, mais qui ne souhaitaient pas un mélange avec la population. La carrière de Cavaillon est le seul quartier juif à subsister, les autres quartier juif du Comtat (L'Isle-sur-la-Sorgue, Carpentras, Pernes-les-Fontaines) et d'Avignon, ont tous été détruits entre le XIXe et le XXe siècle.

L'hôtel d'Agar est un hôtel particulier des XIIe, XVe et XVIIIe siècles, inscrit Monument historique depuis 2011. Il rassemble une collection historique muséale privée. L'Hôtel d'Agar est ouvert au public lors d'expositions temporaires, en hiver et en été.
« Au cœur de Cavaillon, l’hôtel d’Agar est bâti, comme la cathédrale Saint-Véran toute proche, sur les ruines de la ville romaine qui s’était développée au bas de la colline Saint Jacques. Les premiers éléments de ce qui sera l’hôtel d’Agar datent du XIIe siècle. Tel qu’il apparaît aujourd’hui, l’hôtel d’Agar comprend nombre  d’éléments remarquables : tour gothique octogonale avec son escalier à vis et ses gargouilles, salles  seizième et dix-septième ornées de plafonds peints – peut-être à l’occasion de la visite de François Ier dans la ville en 1537 – et de cheminées à décors de gypses, petite façade Louis XIV donnant sur la place Cabassole. En outre, l’hôtel dispose d’un merveilleux jardin, riche de multiples trésors, l’un des rares intra muros de Cavaillon. Et l’un des plus anciens puisqu’on relève des traces de jardin depuis au moins deux millénaires. Les archéologues sont donc à la fête : restes d’un temple hellénistique avec ses enduits peints, d’un temple de Mithra et, surtout, le fameux « trésor de Cavaillon », plus de 300 deniers d’argent en parfait état. Ce trésor a été découvert en 2010 et constitue le plus important découvert dans le Vaucluse. »
À l'extérieur de la ville, le pont aqueduc de la Canaù témoigne des nombreux aménagements réalisés au cours de siècles pour favoriser l'irrigation des terres arables et permettre le développement de l'agriculture}. Ce pont-aqueduc fait partie d'un ouvrage plus vaste, le canal Saint-Julien, creusé au XIIe siècle.

#### Patrimoine contemporain
L'église Notre-Dame de l'Assomption, située au hameau des Vignères, a été construite dans les années 1860 pour remplacer comme église paroissiale l'ancienne chapelle Notre-Dame des Vignères. Elle est inscrite à l'Inventaire général du patrimoine culturel.
L'hôpital de Cavaillon est un vaste complexe de santé situé au pied de la colline Saint-Jacques. Il succède à l'ancien Hôtel-Dieu datant de la fin du Moyen Âge et fut inauguré en grande pompe le 4 septembre 1907 par l'ancien président de la République Émile Loubet, le président de la Chambre des Députés Henri Brisson et le vice-président du Sénat Gustave Robinet. Vaste et moderne, l'hôpital de Cavaillon est typique de l'architecture républicaine du début du XXe siècle : esthétique et fonctionnel, il arbore sur le fronton de son pavillon central la mention « République Française » en gros caractère à gauche et la devise républicaine à droite. Le centre étant occupé par une horloge. L'hôpital est doté d'une architecture éclectique. Plusieurs styles se mélangent comme le néoclassique, mais aussi le style mauresque, mais aussi à certains endroits une touche néogothique. Les matériaux sont aussi particuliers. S'il y a bien de la pierre de taille des carrières alentour, l'édifice est aussi construit avec de la brique visible sur les clés de voûte des fenêtres. Les architectes n'ont pas tenu compte des éléments architecturaux locaux (pierre, tuiles). Il semble que l'édifice soit une commande des autorités locales (mairie, conseil général du Vaucluse et préfet) et qu'il soit conforme à un aménagement standard d'établissement public de ce début de siècle, mais ô combien sensible au regard. Ce bâtiment d'une grande majesté a été classé à l'inventaire du patrimoine. On trouve des exemples de ce type d'architecture ailleurs dans le Vaucluse comme l'école publique Saint-Ruf à Avignon ou encore l'école primaire Henri Bosco d'Apt.
Le monument de l'Étoile est un monument situé sur la place Léon-Gambetta à Cavaillon de 1959 à 2013 et sur le carrefour Bellevue depuis 2013. L'Étoile, comme la désigne les Cavaillonnais, est une sculpture d'art contemporain en bronze sur socle représentant un polyèdre étoilé de Pythagore d'une hauteur de 3 mètres et dont le poids varie entre 1,5  et   1,8 tonne. Il s'agissait à l'origine d'un giratoire de type rond-point qui fut mis en place par la municipalité socialiste de l'époque sous la houlette du maire Fleury Mitifiot. Il remplace alors un monument dédié à Léon Gambetta érigé en 1907 et dont certains éléments en bronze ont été fondus en 1943 par les Allemands pour en faire des obus. Le polyèdre se trouvait sur un socle en béton armé circulaire qui se trouvait lui-même au centre d'un bassin lui aussi circulaire duquel jaillissaient des jets d'eau droits et inclinés. Autour de cette grande fontaine, un espace circulaire servait de jardinière. Autour de cette jardinière circulaire, une calade circulaire représentait des vagues avec deux formes de couleurs : des galets gris (pour représenter les vagues) et des galets blancs pour représenter le fond. Dans le projet de Philippe Guidoni, le polyèdre devait être conçu en verre trempé, mais en raison du coût et de la difficulté de création, il fut réalisé par Eugène Roure, un fondeur marseillais qui l'a réalisé en bronze et l'a installé sur place en 1959.
Le monument symbolisait la pureté, l'harmonie, l'équilibre, l'absolu de la juste mesure. C'était à la fois un lieu de rendez-vous pour les Cavaillonnais et un symbole de la ville : il est d'ailleurs autant représenté sur les cartes postales que le fameux melon. Le monument marquait même d'ailleurs par le nom de sa sculpture la place, qui est devenue communément la « place de l'Étoile ».
En 2010, il est incorporé dans le projet du plan FISAC et l'atelier Ville et Paysage dans le cadre de la requalification du cœur de ville. Le projet prévoit alors de supprimer la jardinière et la calade afin de permettre une meilleure appropriation de la fontaine et de créer des brumisateurs autour du monument afin de faire un effet mystère. Pourtant, le 3 février 2013 le monument est démoli dans la nuit, en catimini par la Ville qui propose un nouveau plan de rénovation, mais devant les nombreuses protestations des Cavaillonnais elle propose un vote pour replacer le polyèdre sur un autre rond-point. On a parlé alors de la « place de l'Étoile sans l'Étoile » ou encore « L'Étoile a filé ! », expression qui parut à la Une des journaux locaux tel que La Provence.
Il fut replacé sur le carrefour Bellevue le 27 septembre 2013 après une sérieuse rénovation, 200 mètres en aval de la place Gambetta. Le polyèdre est placé sur un nouveau socle en pierre de taille et illuminé la nuit avec des variantes de couleurs. Il aura orné la place Gambetta durant plus d'un demi-siècle.
Quant à la place Gambetta, elle est depuis ornée d'une illustration de l'Étoile posée sur le nouveau rond-point afin que les Cavaillonnais continuent à l'appeler « Place de l'Étoile ».

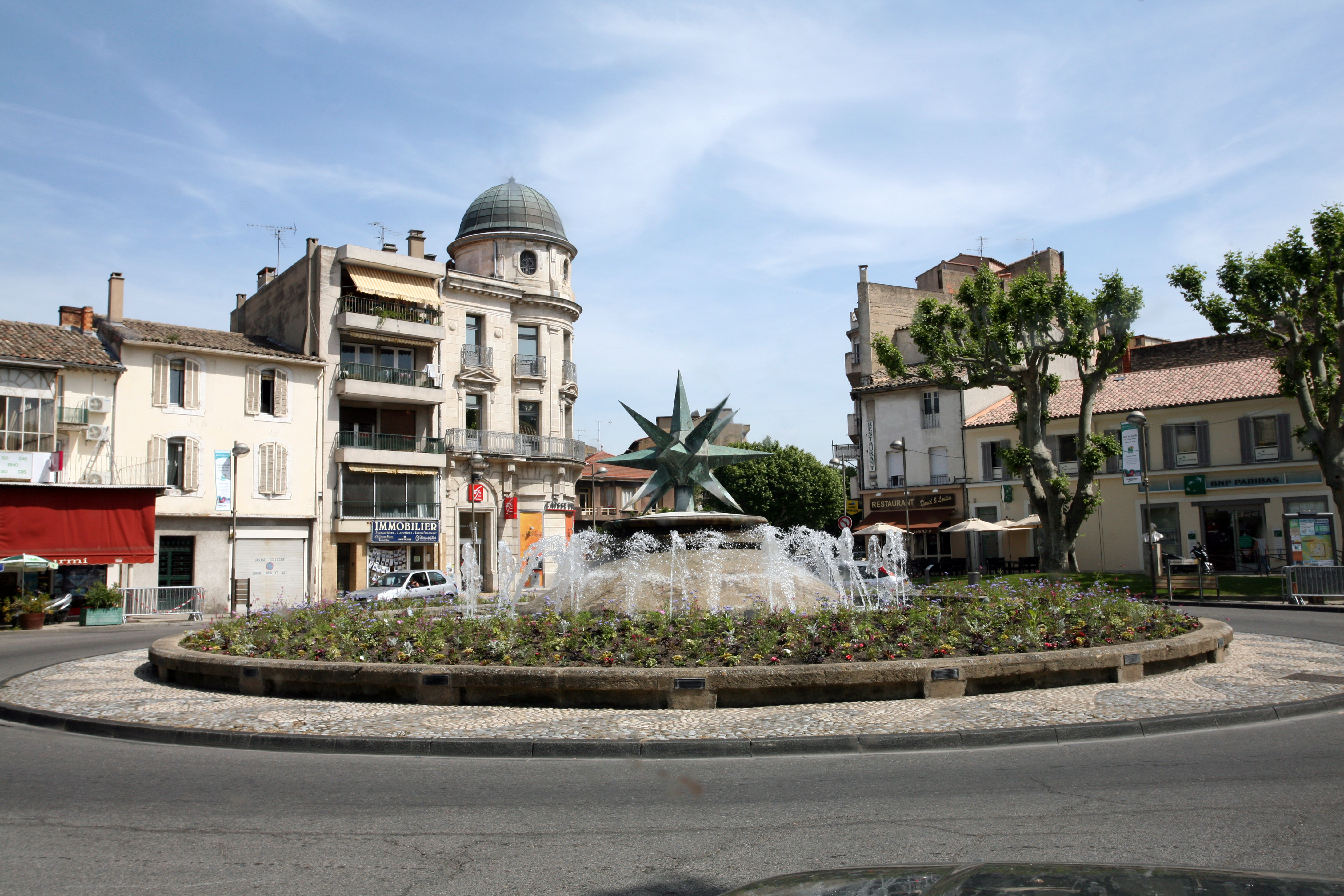
L'Étoile sur la place Gambetta.
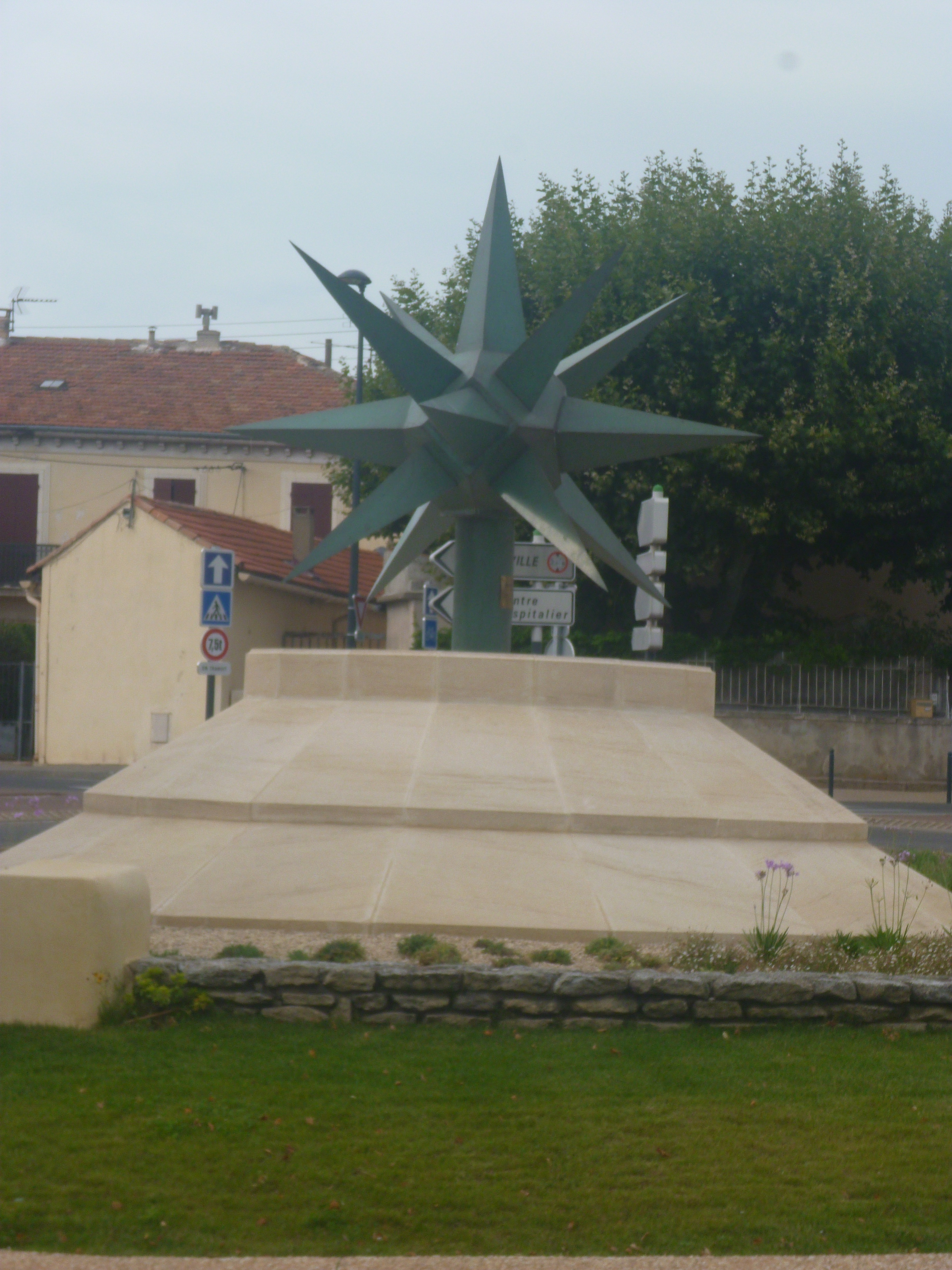
L'Étoile sur le carrefour Bellevue.

### Patrimoine culturel

#### Musées
La ville compte deux musées : le Musée Juif Contadin et le Musée archéologique de l'Hôtel Dieu, restauré partiellement en 2017. La ville accueille aussi de nombreuses expositions temporaires d'artistes locaux ou en résidence. La chapelle du Grand Couvent est un des principaux lieux d'exposition de la ville.

#### Cinémas
La ville possède trois cinémas : le cinéma Femina ouvert en 1913 par Mathilde Toppin sur le cours Gambetta, le cinéma La Cigale ouvert en 1925 sur l'avenue du Maréchal Joffre et le cinéma Le Paradiso situé rue Jean Mermoz ouvert en 2021. Les deux premiers cinémas ont été rénovés dans les années 2000 et 2010 mais on doit la salle de La Cigale à la transformation de 1938 et sa façade à la rénovation de 1958. La ville a possédé un autre cinéma à partir des années 1930, Le Palace, situé sur le Cours Victor Hugo à côté du Grand Café d'Orient qui a fermé ses portes dans les années 1990.
Un festival de cinéma, les Rencontres Cinématographiques de Cavaillon, se tient tous les ans au mois de septembre et rassemble près de 2 000 spectateurs sur une semaine.
Cavaillon a également servi de décor à quelques films :
- Heureux qui comme Ulysse d'Henri Colpi (1969) avec Fernandel.
- Le Sucre de Jacques Rouffio (1978) avec Jean Carmet et Gérard Depardieu.
- L'Été meurtrier de Jean Becker (1983) avec Isabelle Adjani et Alain Souchon
- L'Amour en héritage (Mistral's Daughter), mini-série de Kevin Connor (1984) avec Stefanie Powers, Lee Remick, Stacy Keach et Robert Urich.
- Gazon maudit de Josiane Balasko (1995) avec Alain Chabat, Victoria Abril et Josiane Balasko.
- Les Vacances de Mr. Bean de Steve Bendelack (2006) avec Rowan Atkinson, Willem Dafoe, Emma de Caunes et Jean Rochefort.
- La Fille du puisatier de Daniel Auteuil (2011) avec Kad Merad, Àstrid Bergès-Frisbey, Sabine Azéma et Nicolas Duvauchelle.

#### Théâtre
Le théâtre de Cavaillon est un des 70 lieux en France labellisés scène nationale. En 2014, il a été rebaptisé La Garance. En 2020, la ville s'est dotée d'une salle polyvalente en centre-ville, baptisée salle du Moulin Saint-Julien. Cette salle accueille des spectacles (pièces de théâtre, concerts) et des conférences, toute l'année.

#### Gastronomie
La commune est la capitale française du melon, certains restaurants de la ville et des environs introduisent le melon de Cavaillon dans leurs plats, comme la Maison Prévôt,, restaurant cavaillonnais gastronomique réputé.
Les spécialités provençales et comtadines sont également présentes.

### Personnalités liées à la commune
- Philippe de Cabassolle (1305-1372), évêque de Cavaillon, recteur du Comtat Venaissin, légat pontifical, protecteur et ami de Pétrarque.
- Saint César de Bus (1544-1607), fondateur de la congrégation des Prêtres de la doctrine chrétienne, reconnu saint par l'Église catholique, né à Cavaillon.
- Paul Antoine Agar de Cavaillon (1576-1631), poète provençal, né à Cavaillon.
- Paul César de Cicéri (1678-1736), membre de l'Académie Française, prédicateur de la reine de France Marie Leszczynska, né à Cavaillon.
- Michel Étienne de Raphélis comte de Roquesante (1757-1822), général d'Empire, né à Cavaillon.
- Jean-Charles Monnier (1758-1816), général d'Empire, né à Cavaillon. Son nom figure sur l'Arc de Triomphe de Paris.
- Joseph Chabran (1763-1843), général d'Empire, né à Cavaillon. Son nom figure sur l'Arc de Triomphe de Paris.
- Castil-Blaze (1784-1857), critique musical, compositeur et félibre, né à Cavaillon.
- Elzéar Blaze (1786-1848), frère du précédent, ancien officier de la Grande Armée, né à Cavaillon.
- Joseph d'Ortigue (1802-1866), critique musical et historien de la musique, né à Cavaillon.
- Alexandre Dumas père (1802-1870), romancier, a fait don en 1864 à la bibliothèque de la ville de la totalité de son œuvre publiée, en échange d'une rente viagère de douze melons par an. Le conseil municipal prit un arrêté en ce sens et la rente fut servie au romancier jusqu'à sa mort en 1870[84],[85].
- Léon Colombier (1869-1960), artiste peintre, membre du Groupe des Treize, décédé à Cavaillon.
- Virginie Gambet (1890-1979), Juste parmi les Nations[86].
- Henri Tracol (1909-1997), reporter photographique et ethnographique, décédé à Cavaillon.
- Gaston Cavaillon (1910-1986), entrepreneur et chef d'entreprise français d'origine juive. Il avait des ancêtres à Cavaillon. Il est connu pour avoir créé les modèles de chaise 510-512 avec son entreprise Mullca.
- Edmond Henry (1910-1972), chirurgien, réalisa en 1968 une greffe du cœur sur Emmanuel Vitria, qui survécut 19 ans grâce à son opération. Ce dernier déposa une plaque sur la tombe de son sauveur, né à Cavaillon et inhumé au cimetière de Forcalquier.
- Charles Reboul (1919-2001), ancien député de Vaucluse, décédé à Cavaillon.
- Pierre Salinger (1925-2004), journaliste et conseiller en communication politique américain, décédé à Cavaillon
- Rachel (1942-), chanteuse qui fut classée 4e au Concours de l'Eurovision en 1964 avec Le Chant de Mallory, née à Cavaillon.
- Serge Assier (1946-), photographe, né à Cavaillon.
- Jean-Pierre Luminet (1951-), astrophysicien, conférencier, écrivain et poète, né à Cavaillon.
- Romain Rocchi (1981-), footballeur, né à Cavaillon.
- Mathieu Blanchard (1987-), coureur ultratrailleur, classé 2e à l’UTMB 2022, né à Cavaillon.
- Jordan Ferri (1992-), footballeur, né à Cavaillon.
- Sylvain André (1992-), coureur cycliste spécialiste du BMX, médaillé d'argent aux Jeux olympiques d'été de 2024, né à Cavaillon.

### Héraldique

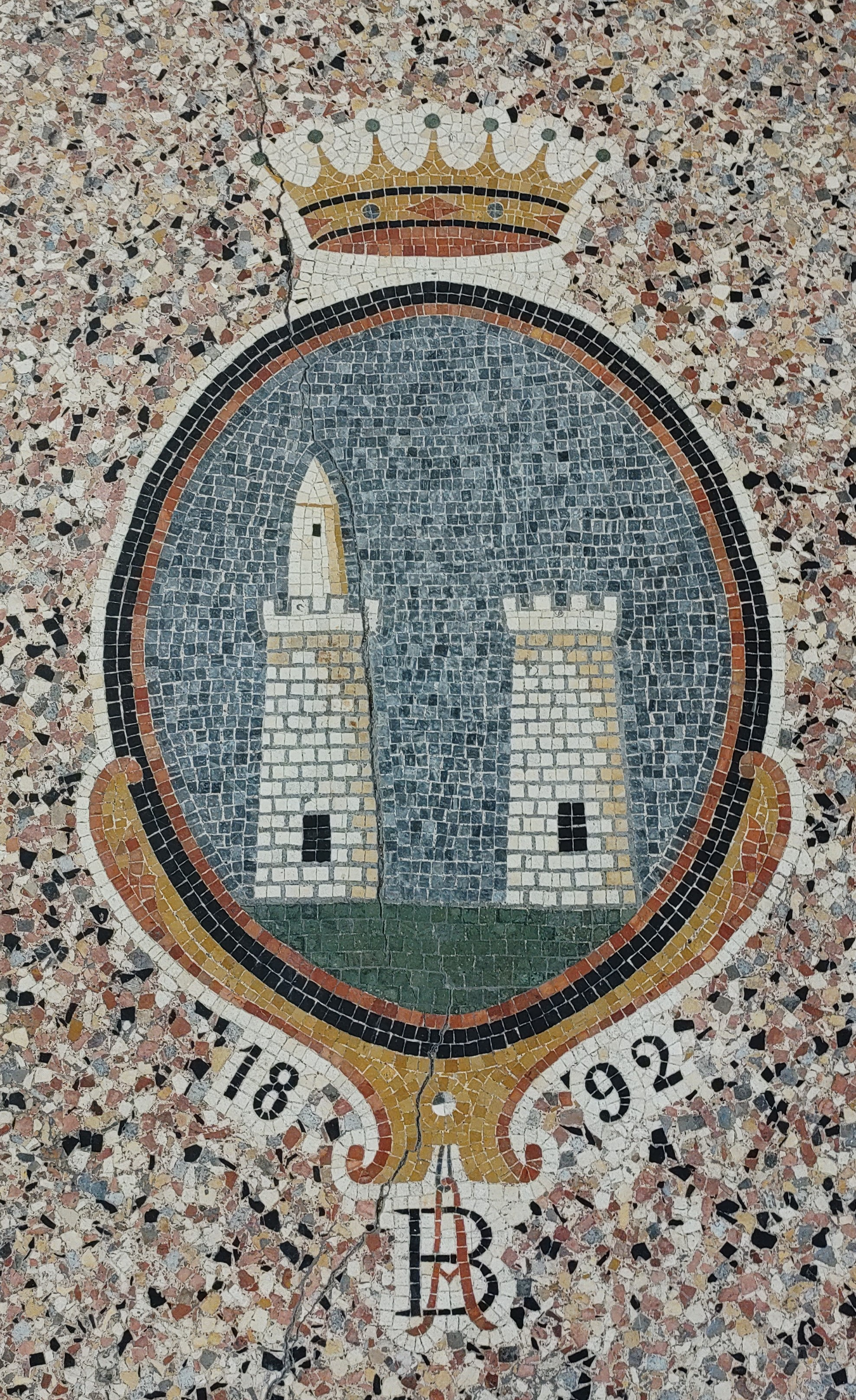
Blason de la commune de Cavaillon, Hôtel de ville de Cavaillon.

| Cavaillon | Les armes peuvent se blasonner ainsi : D'azur, à une tour de clocher d'argent à dextre, et une tour crénelée de même, maçonnée de sable à senestre, moins haute que la première, dont elle est séparée, le tout sur une terrasse de sinople |

Au moins deux blasonnements sont rapportés. Le premier d'entre eux est celui actuellement utilisé dans les documents officiels de la municipalité. Entre 1752 et le début du XIXe siècle, les tours y figurant furent abandonnées et remplacées par une pyramide.
Les deux blasonnements rapportés sont :

« D'azur, à une tour de clocher d'argent à senestre, et une tour crénelée de même, maçonnée de sable à dextre, moins haute que la première, dont elle est séparée, le tout sur une terrasse de sinople. »

— (Malte-Brun, in la France illustrée, tome V, 1884)

« D'or, au lion de sable azuré et langué de gueules, la queue en forme de lame est tournée en dehors, de trois pièces. »

— (Malte-Brun, in la France illustrée, tome V, 1884)